# Biserica unitariană din Plăiești

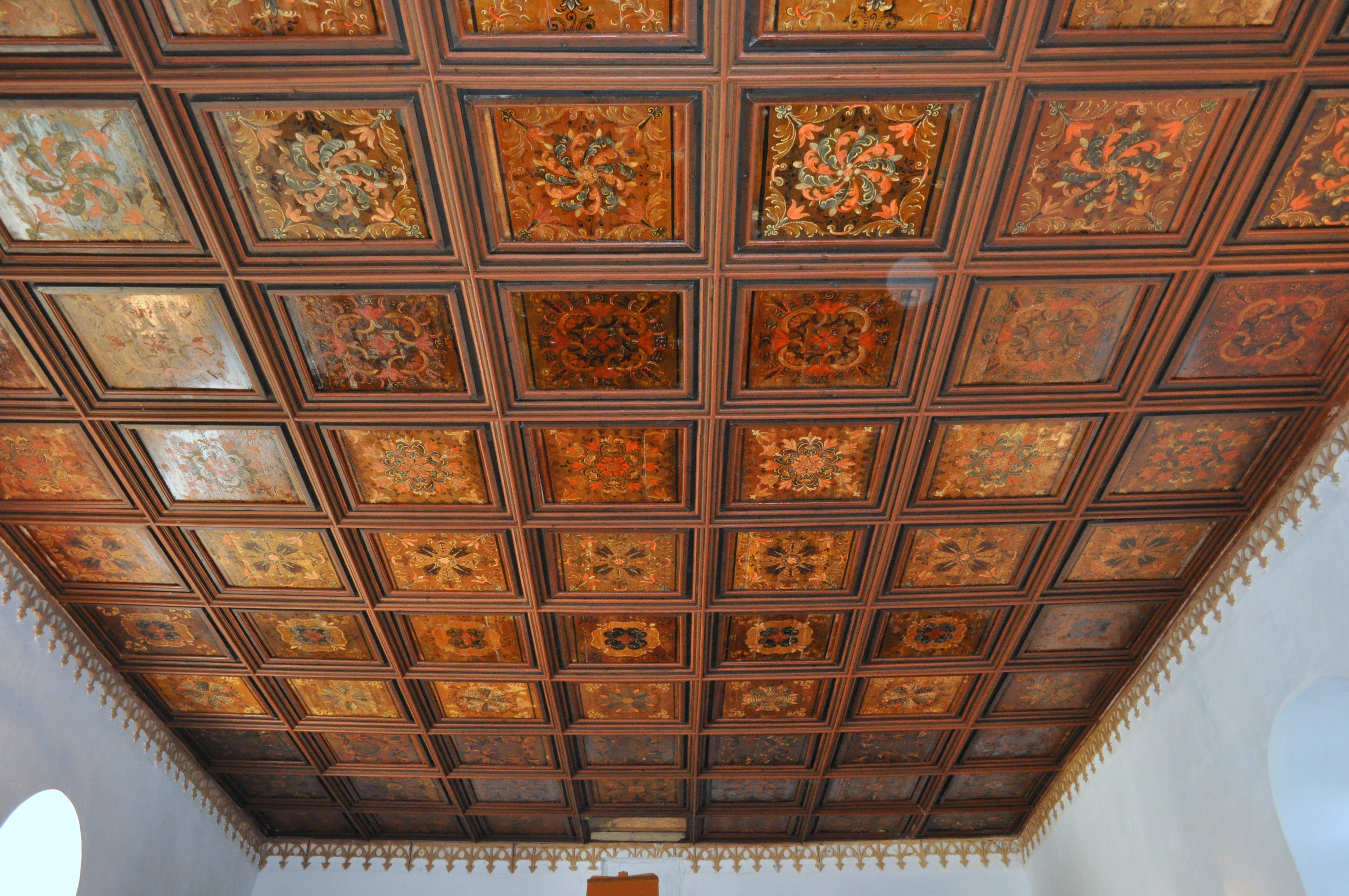
Tavanul casetat

Biserica unitariană din Plăiești este un monument istoric aflat pe teritoriul satului Plăiești; comuna Moldovenești.

## Localitatea
Plăiești, în trecut Chiend, (în maghiară Kövend), este un sat în comuna Moldovenești din județul Cluj, Transilvania, România. Primele mențiuni despre această așezare datează din anul 1291, când era cunoscută sub numele de Kuend.

## Biserica
Biserica datează din secolul al XIII-lea și a fost reconstruită în stil gotic în secolul al XV-lea. Inițial romano-catolică, după Reforma Protestantă a trecut în serviciul cultului unitarian (1570). Are tavan cu casete pictate (1721, 1796, 1913), 166 casete au motive florale.
Biserica a fost fortificată, a fost înconjurată de o dublă curtină de ziduri. Turnul său a fost ridicat în 1701 și are inscripția: „sumptibus Ecclesiae Unitariae Kövendiensis erigabatur ..." Zidurile au avut de suferit devastarea din timpul campaniei lui Ali pașa din 1661, când cetatea bisericească a fost incendiată. În anul 1703 a fost incendiată din nou, de lobonți, în timpul Răscoalei lui Rákóczi.

## Imagini din exterior

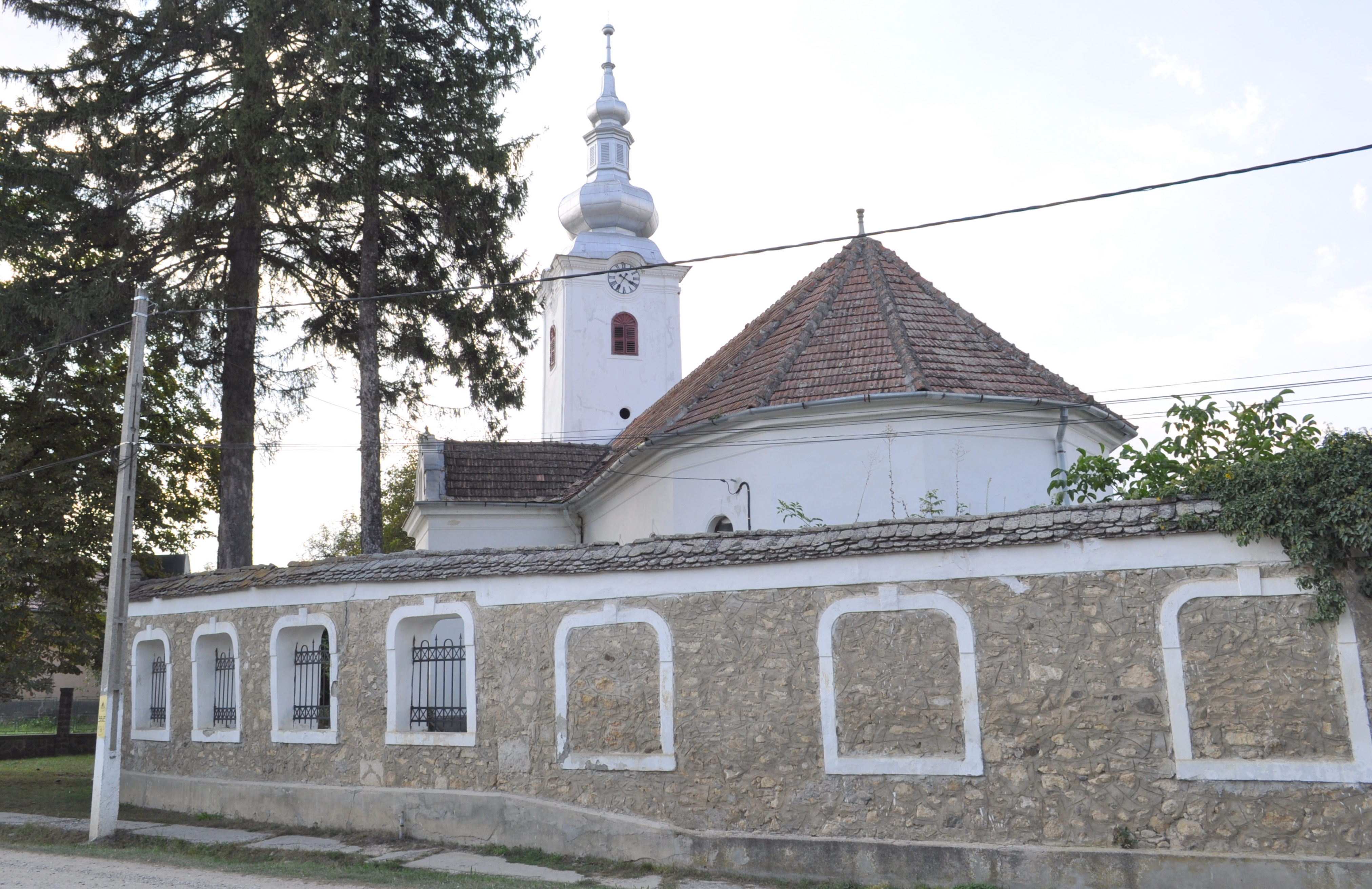
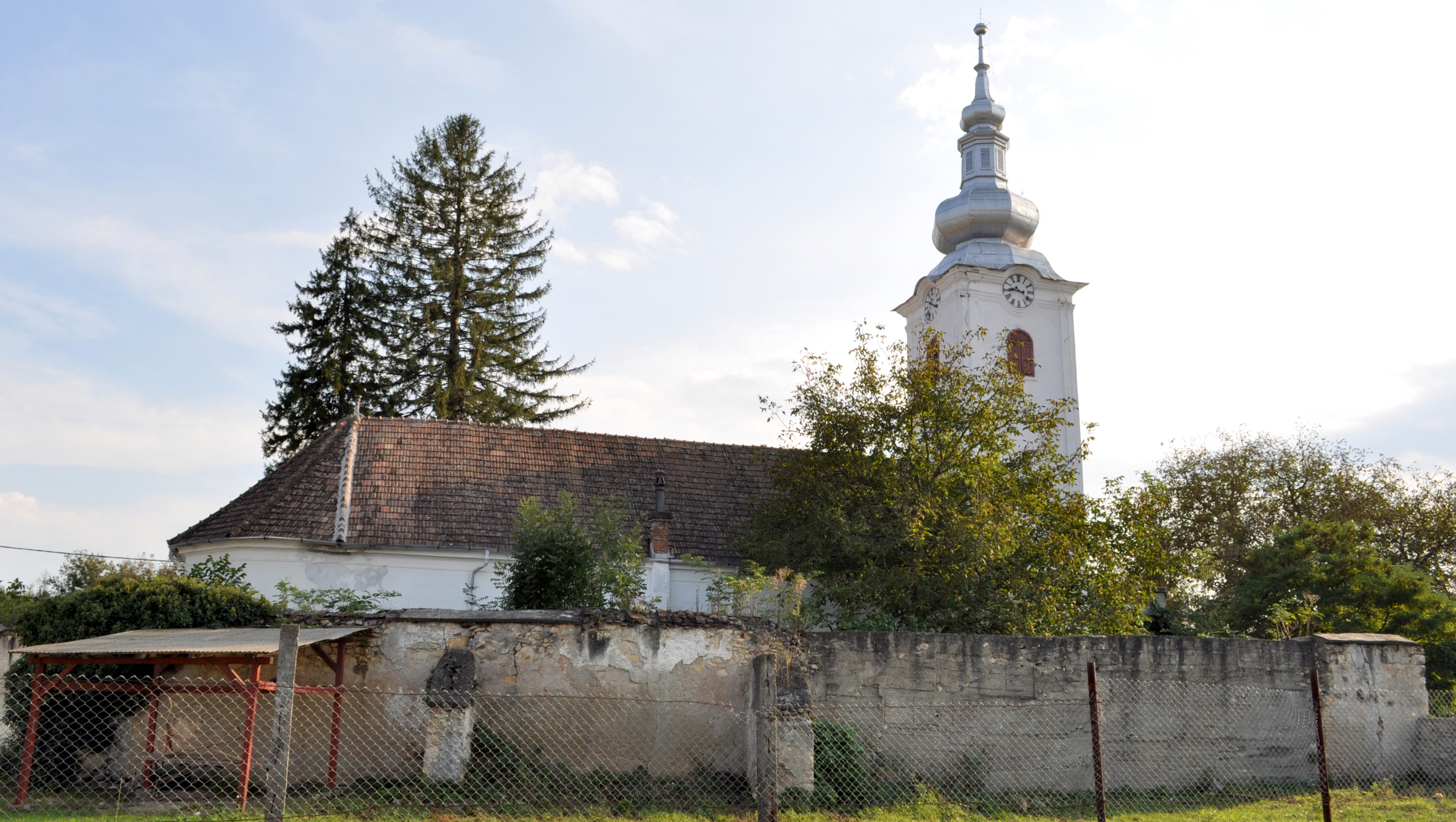
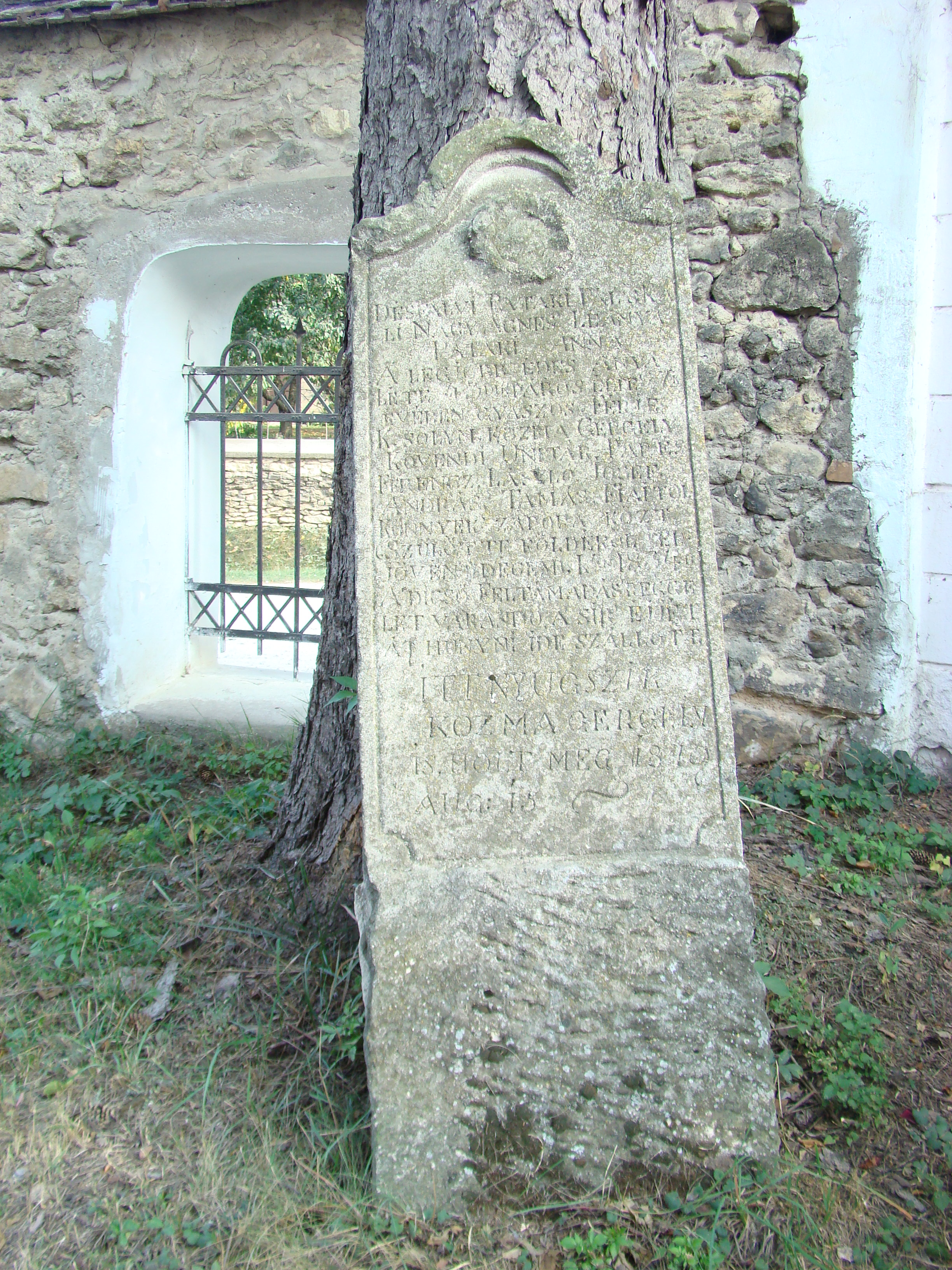
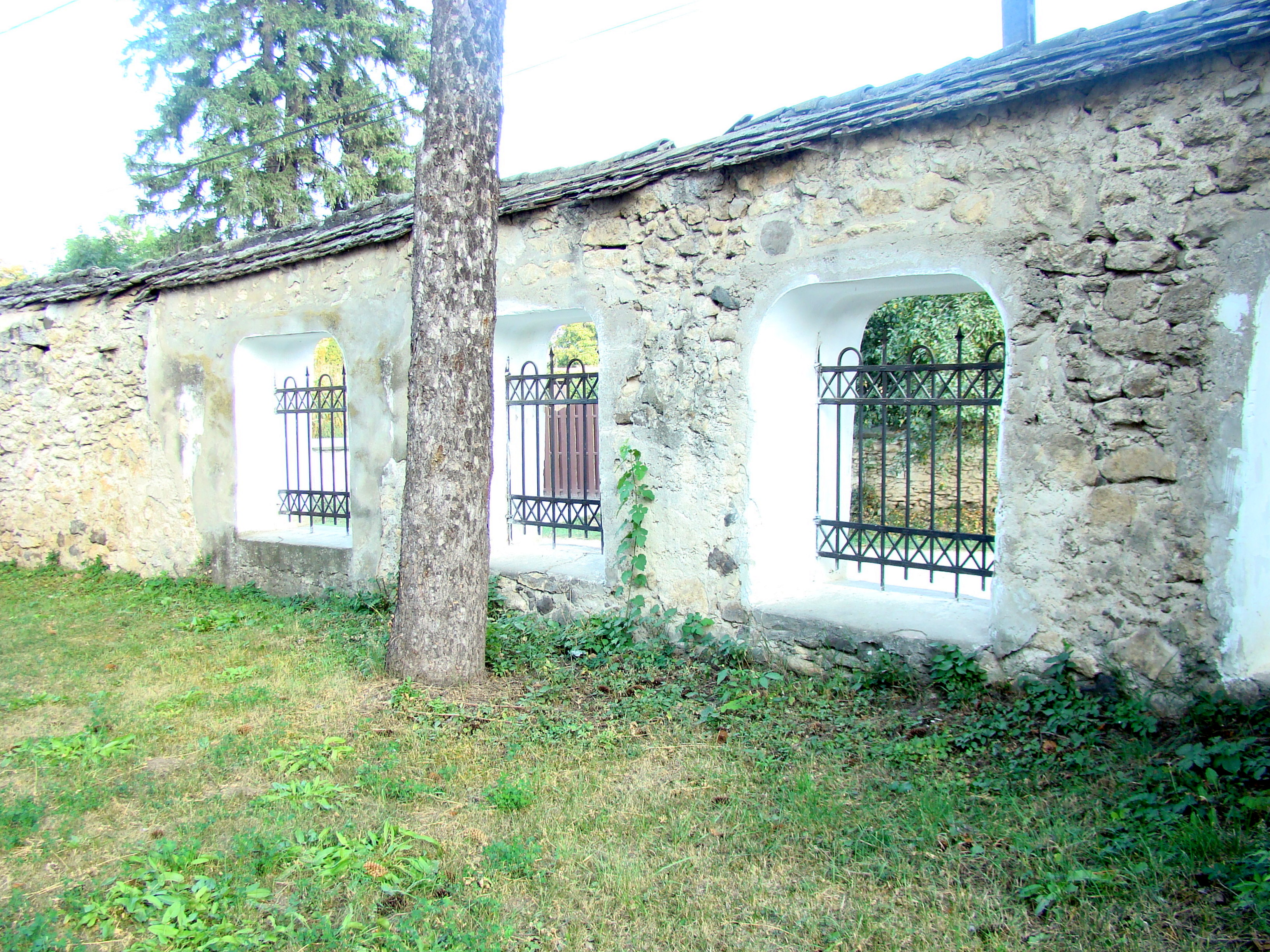
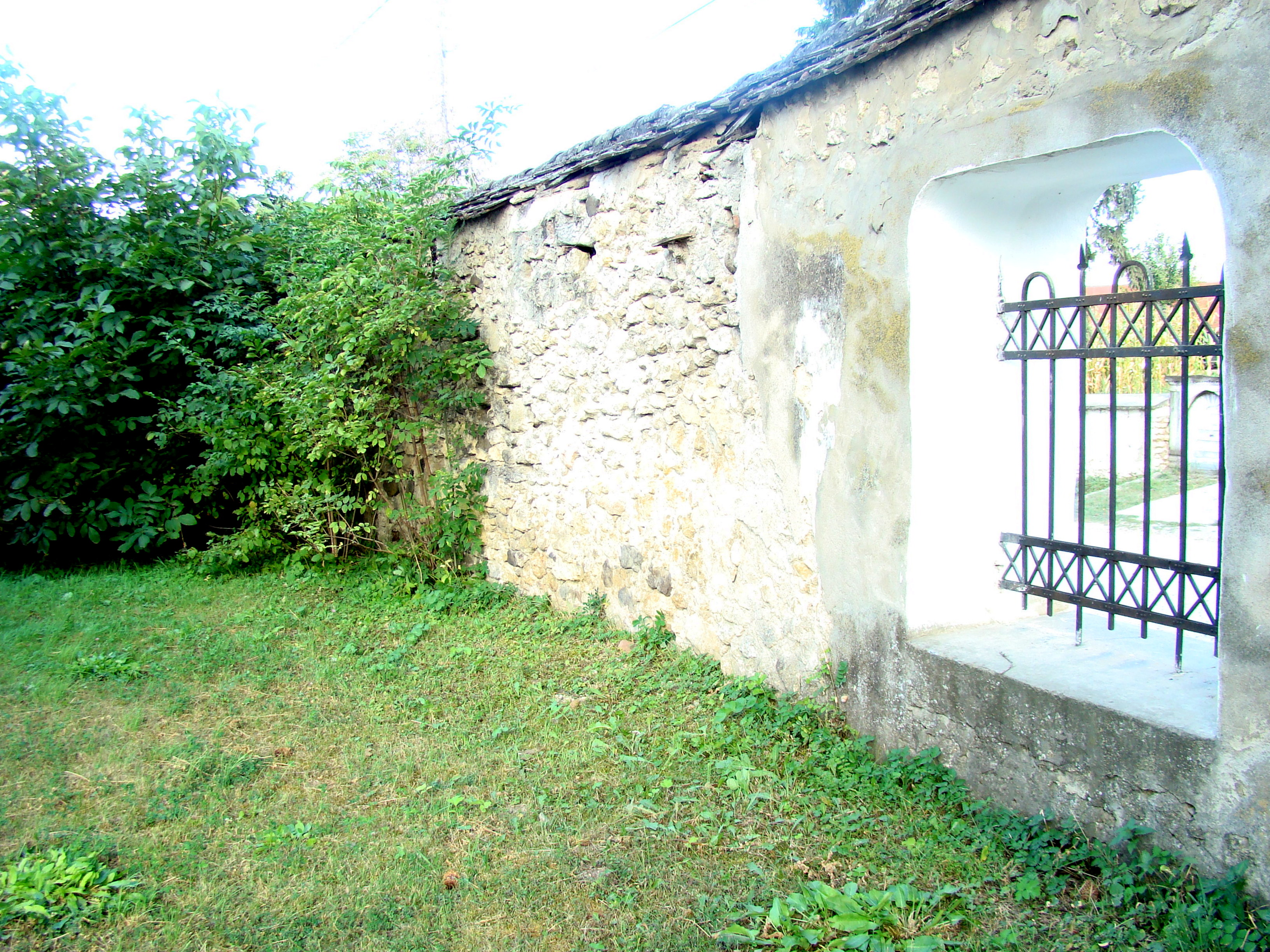
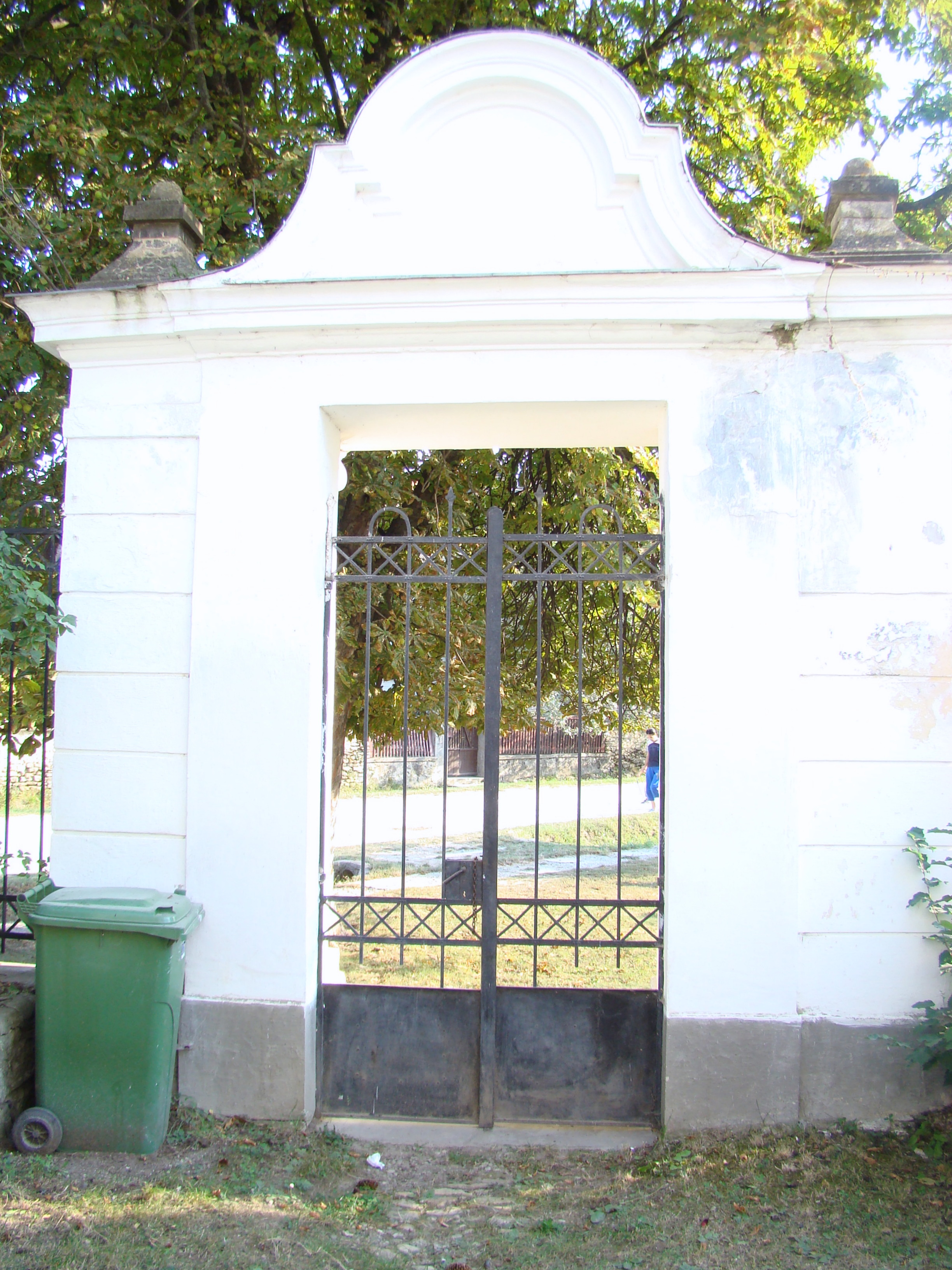
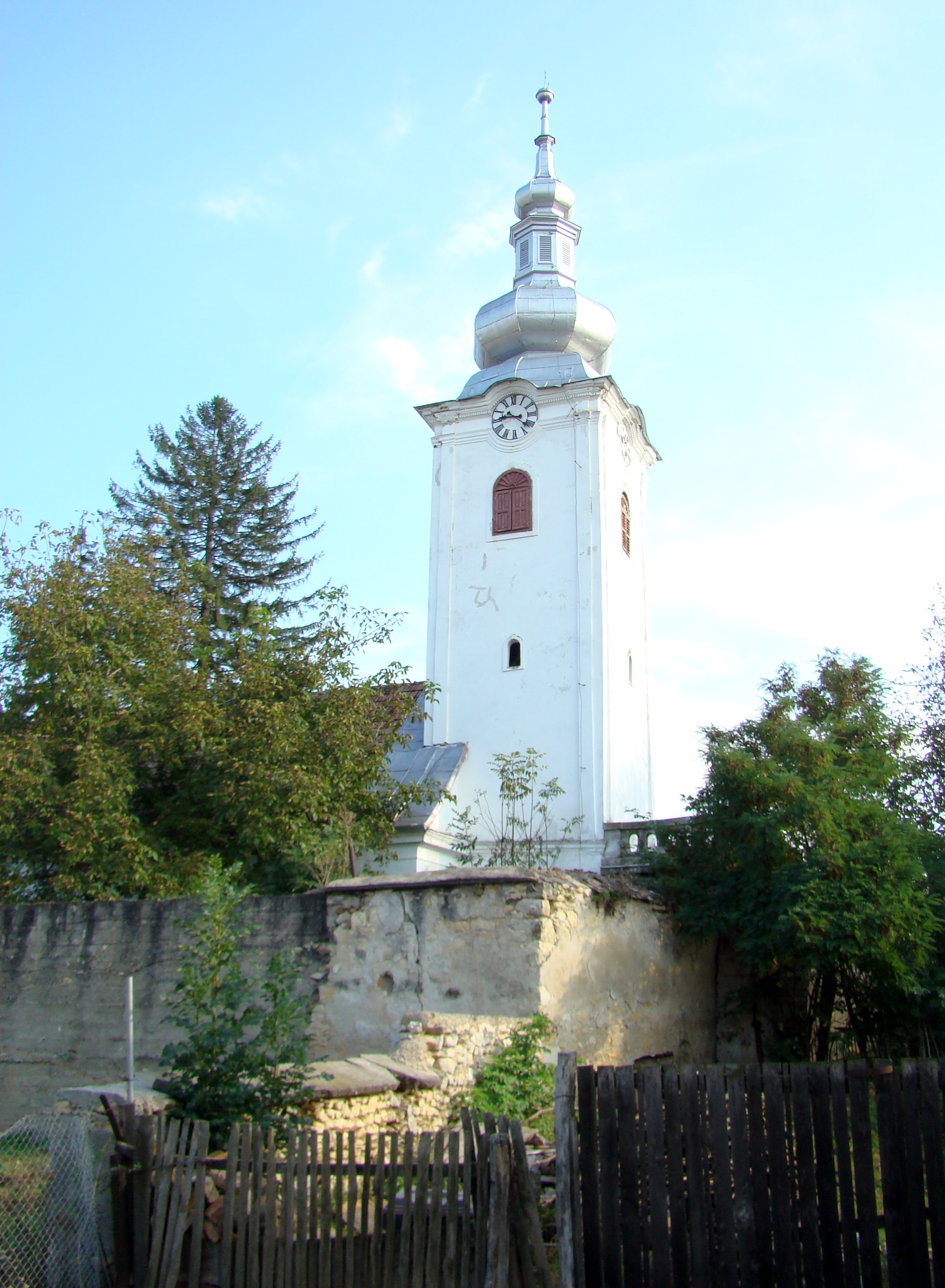
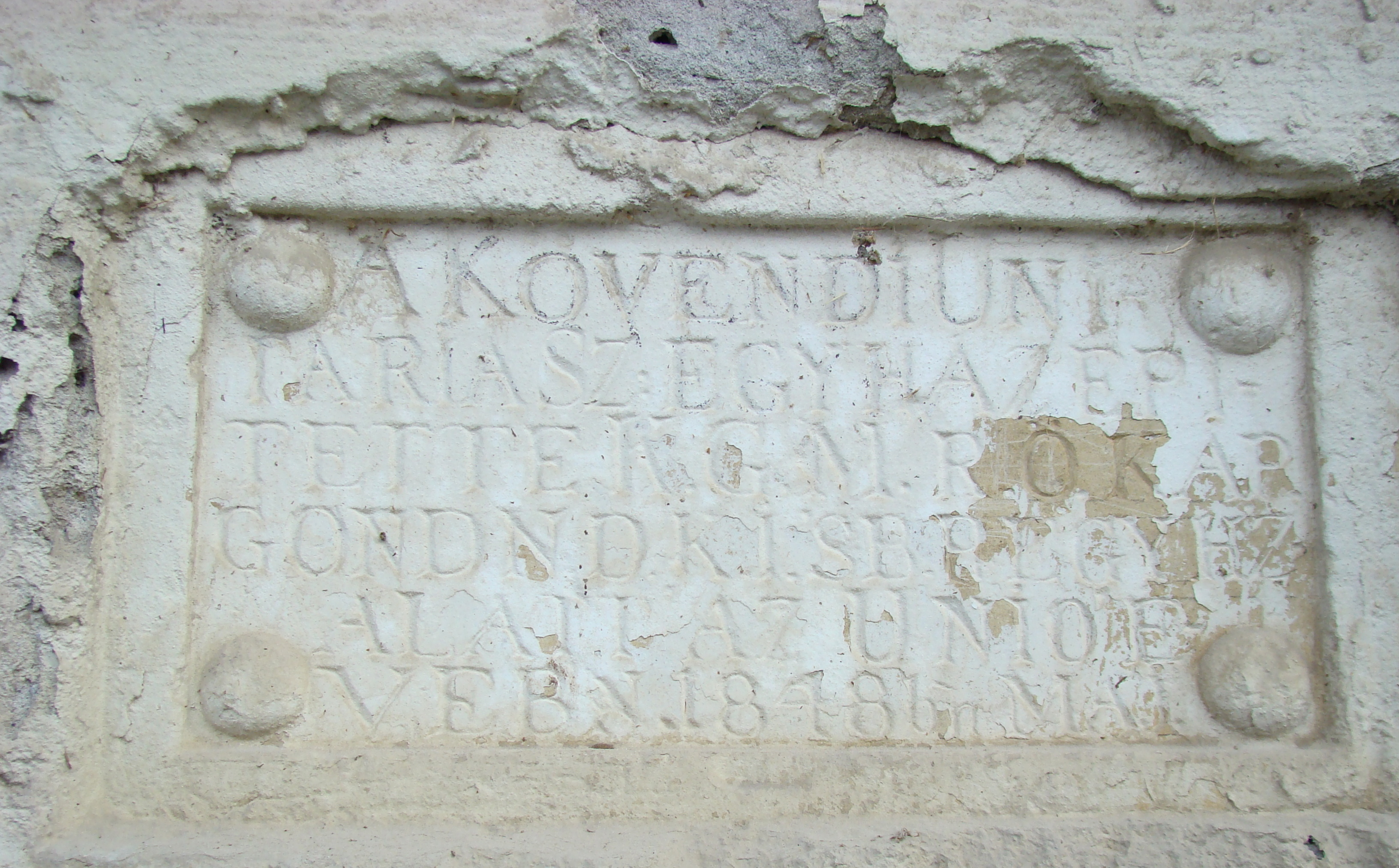
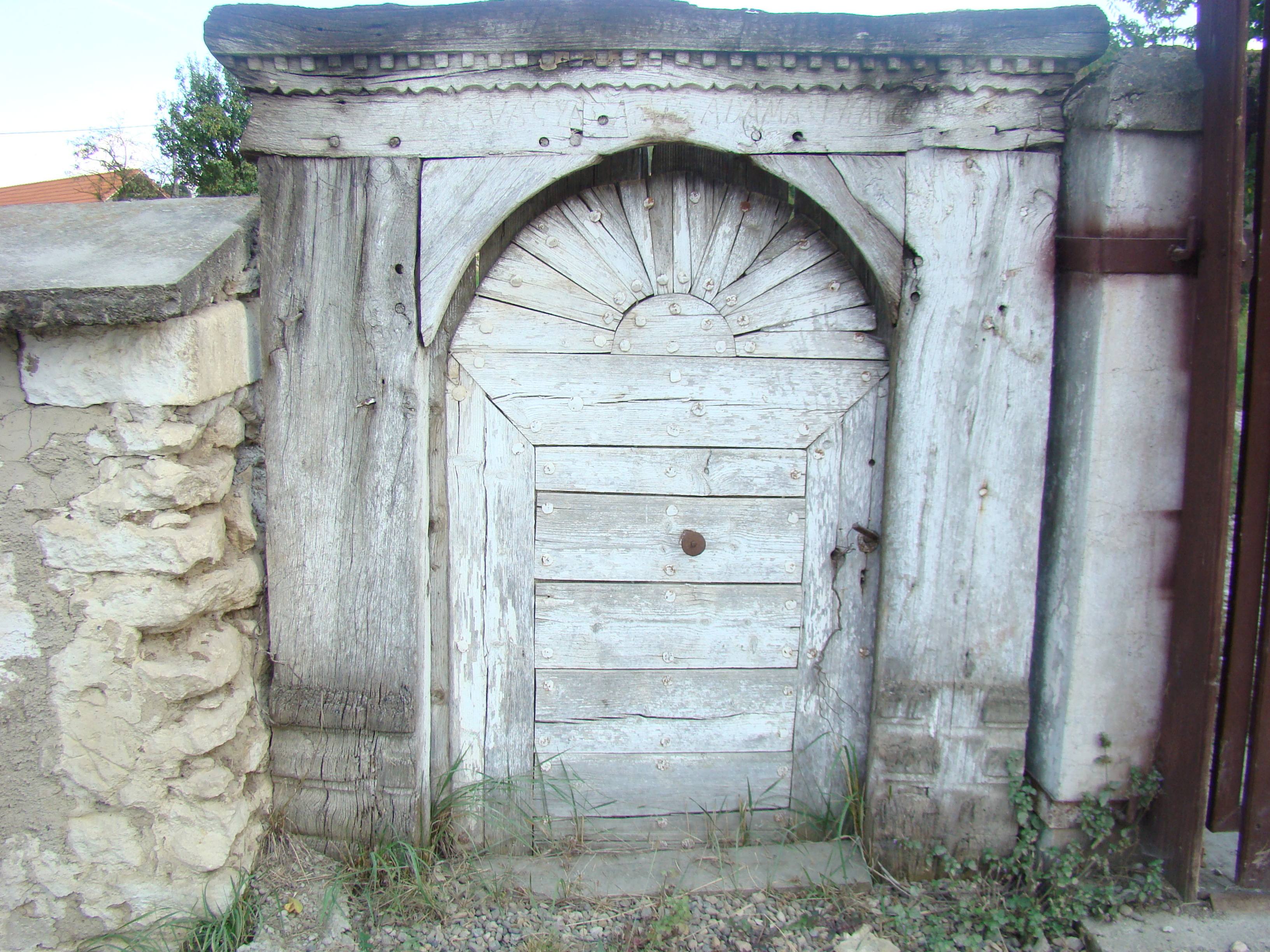
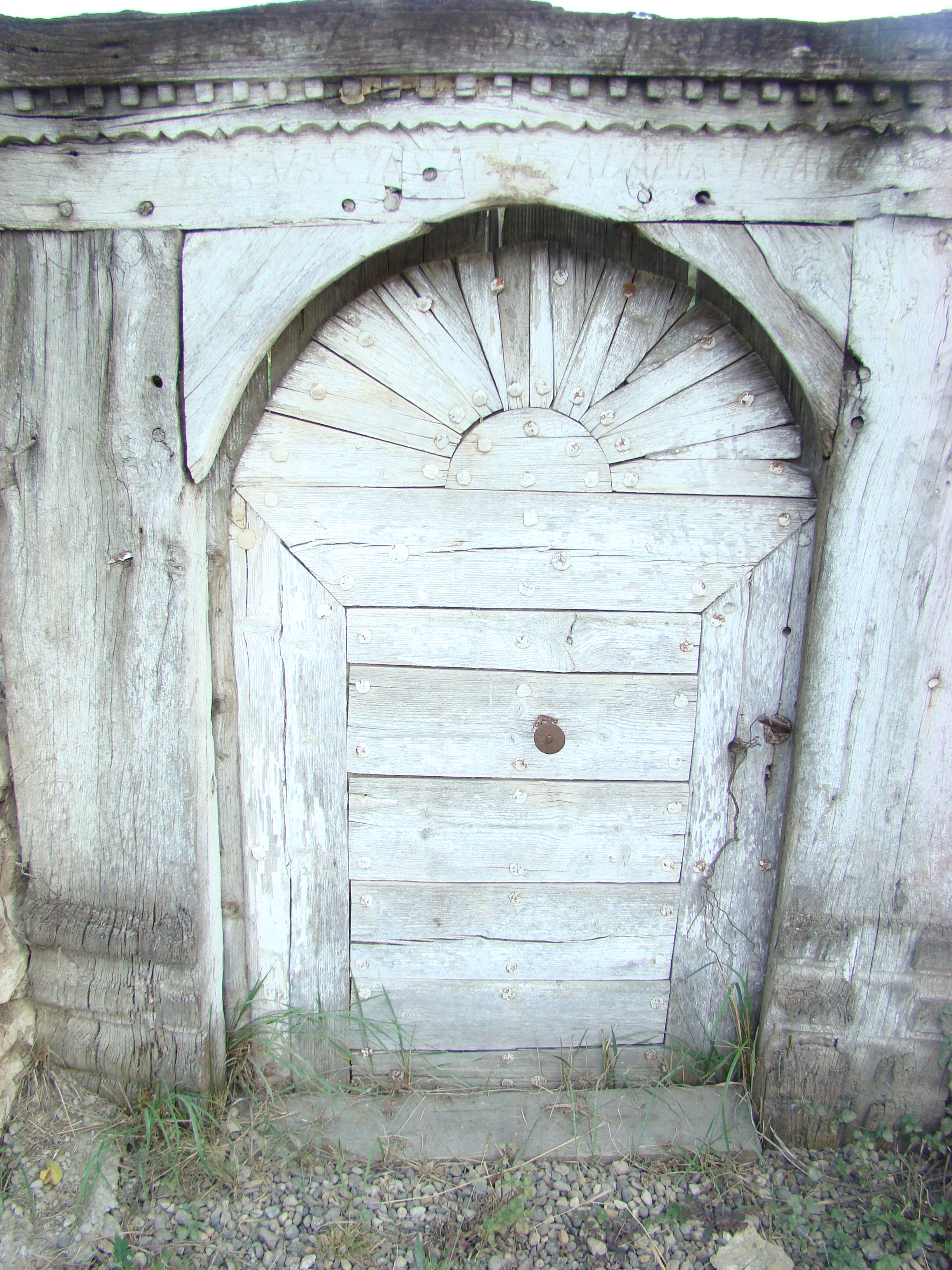
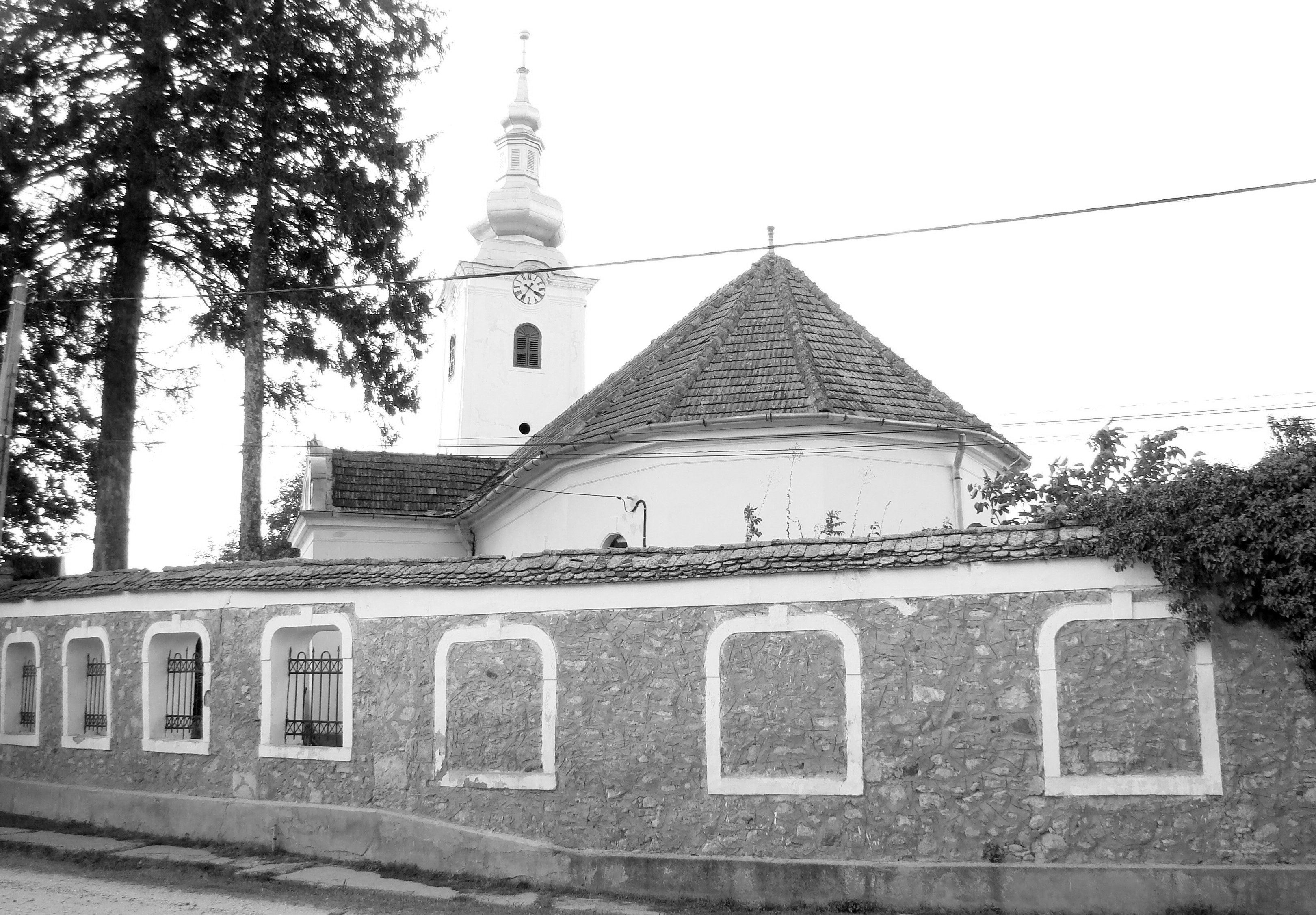
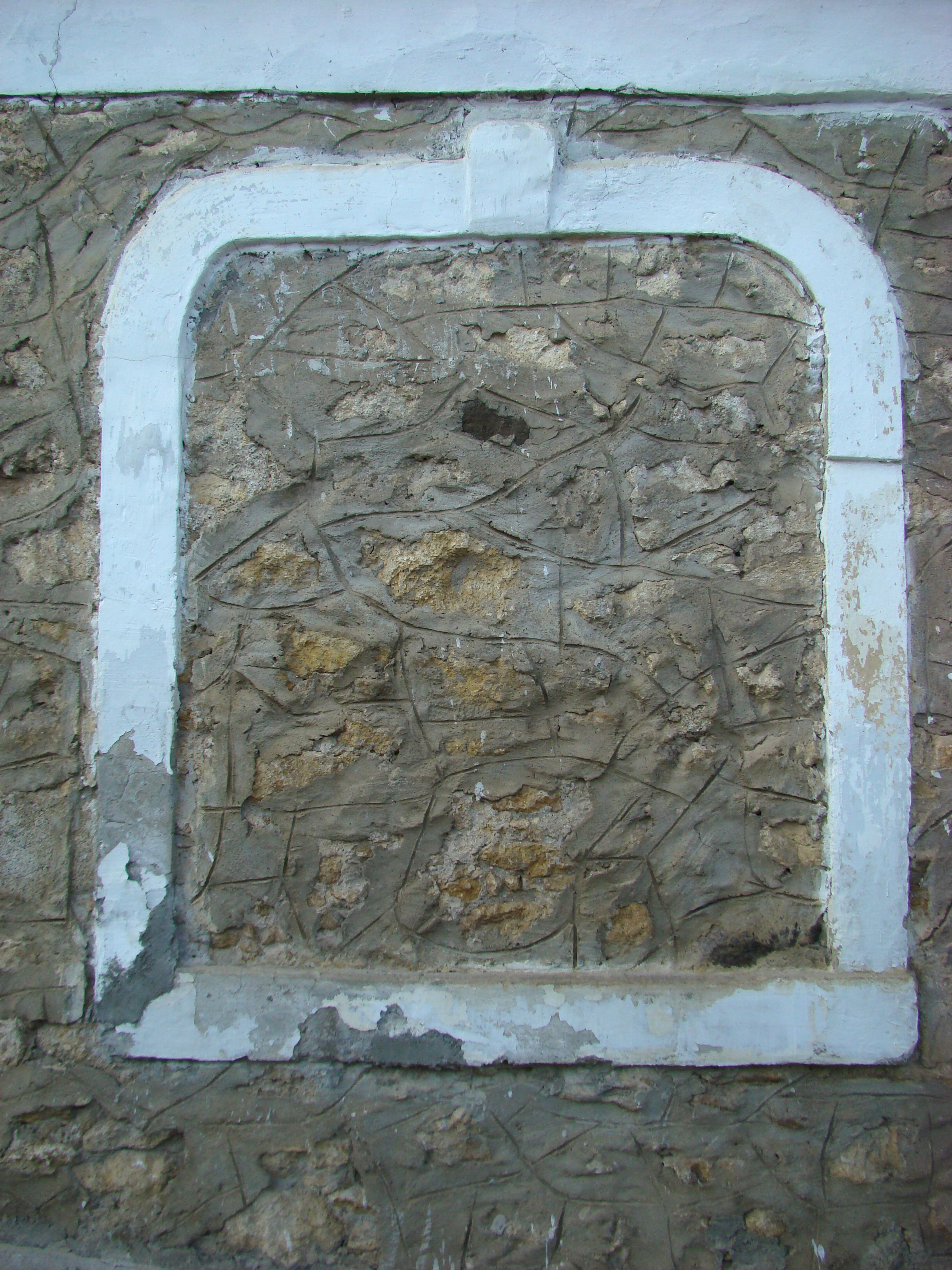
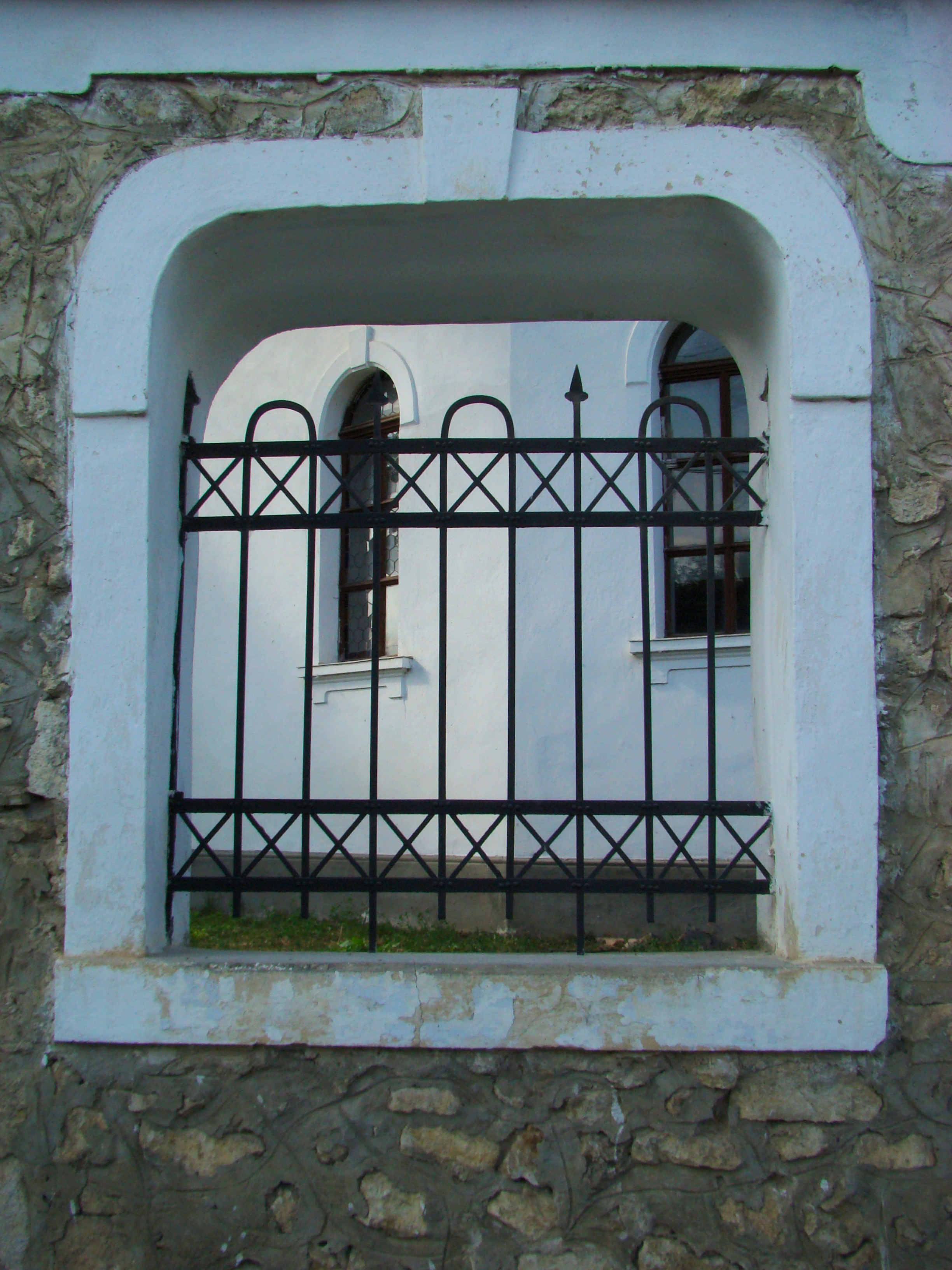
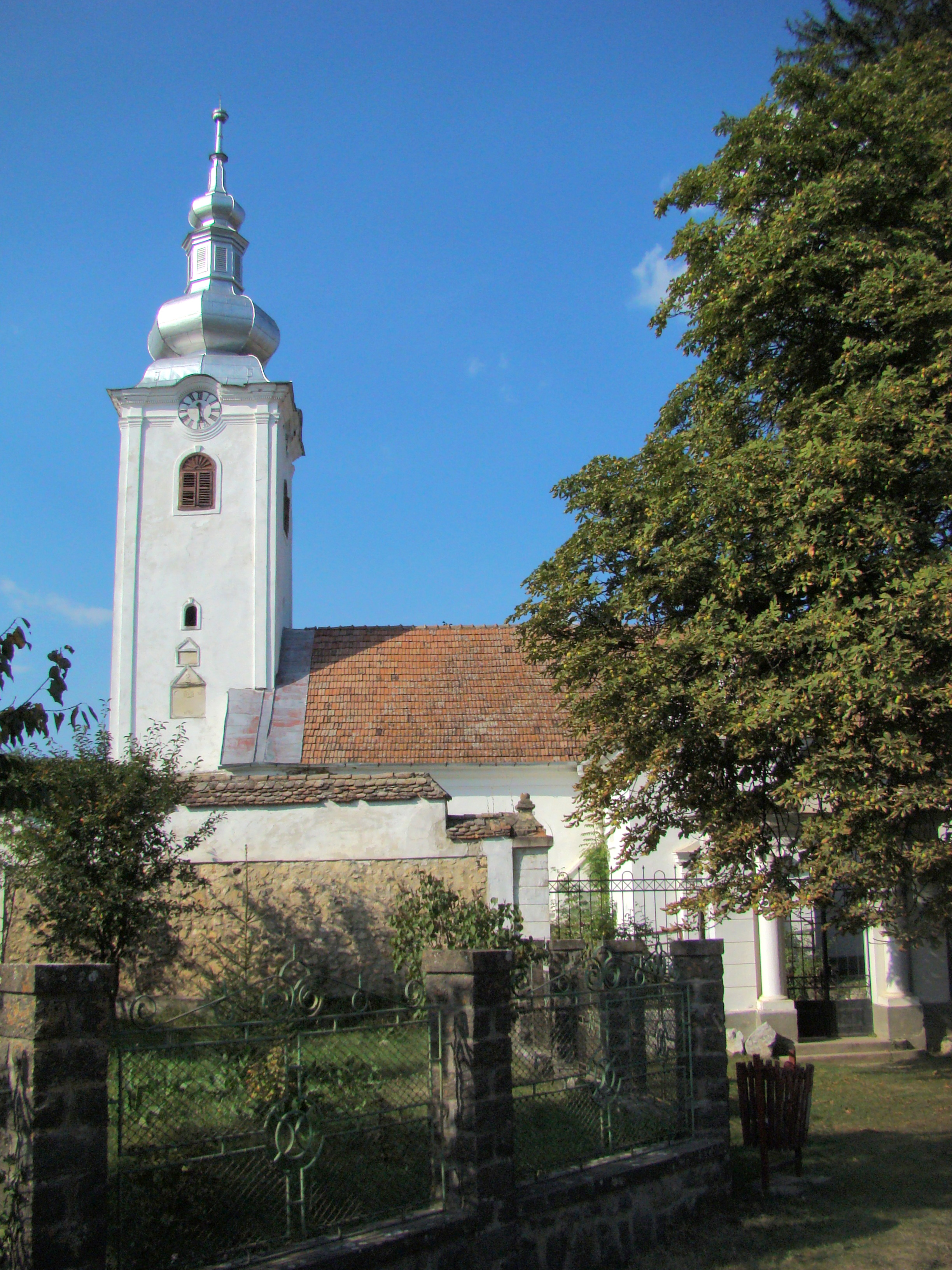
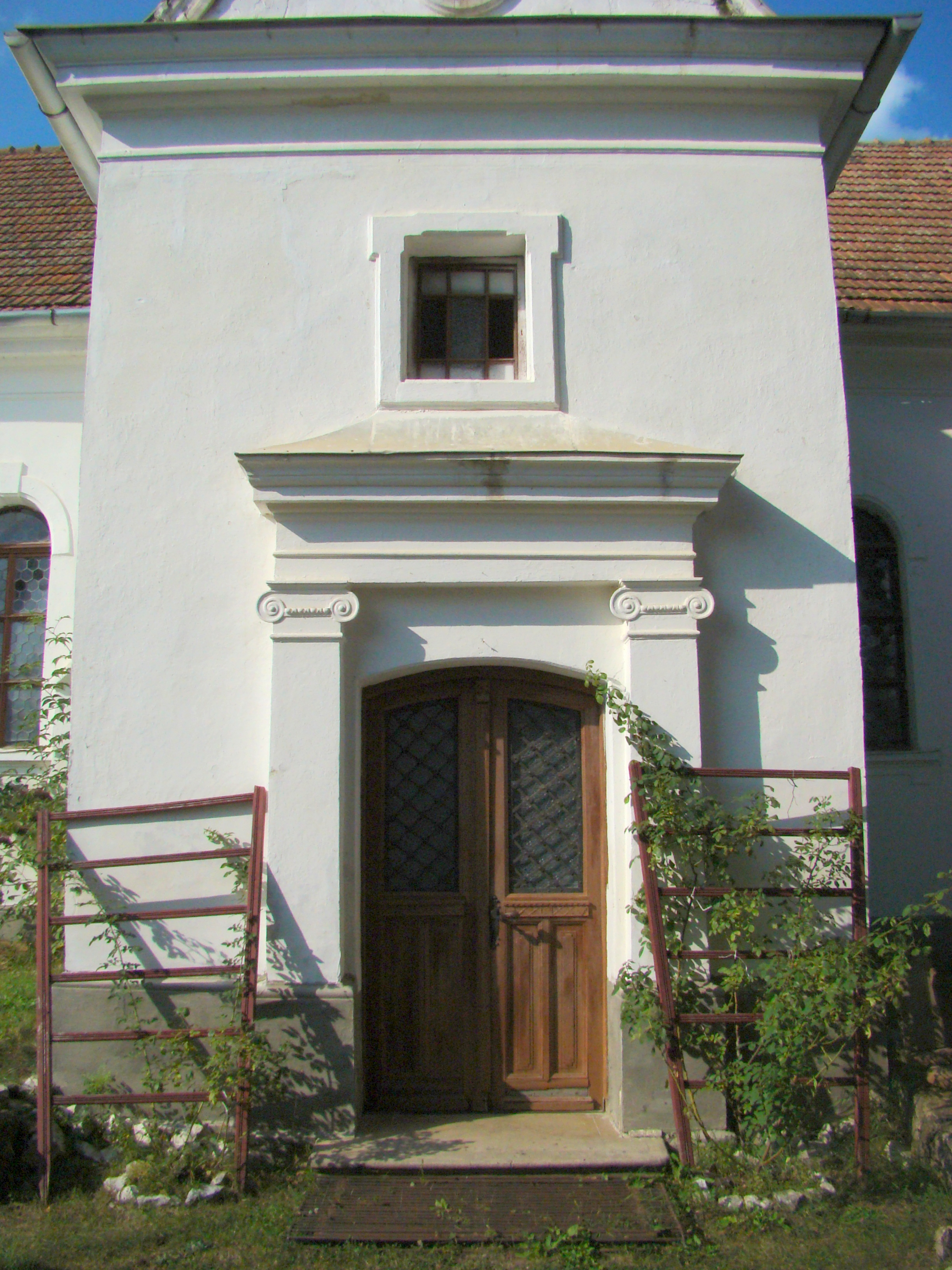
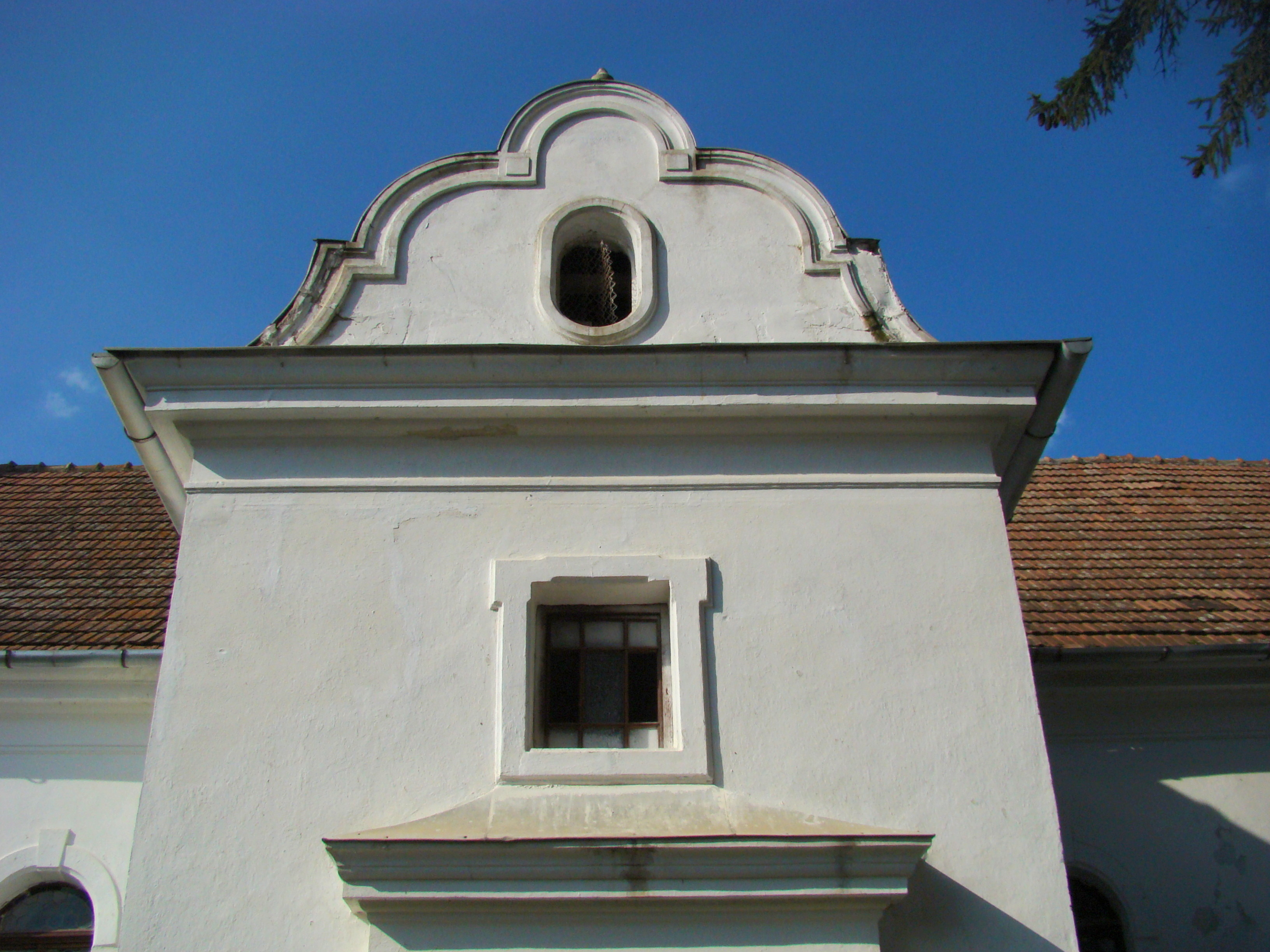
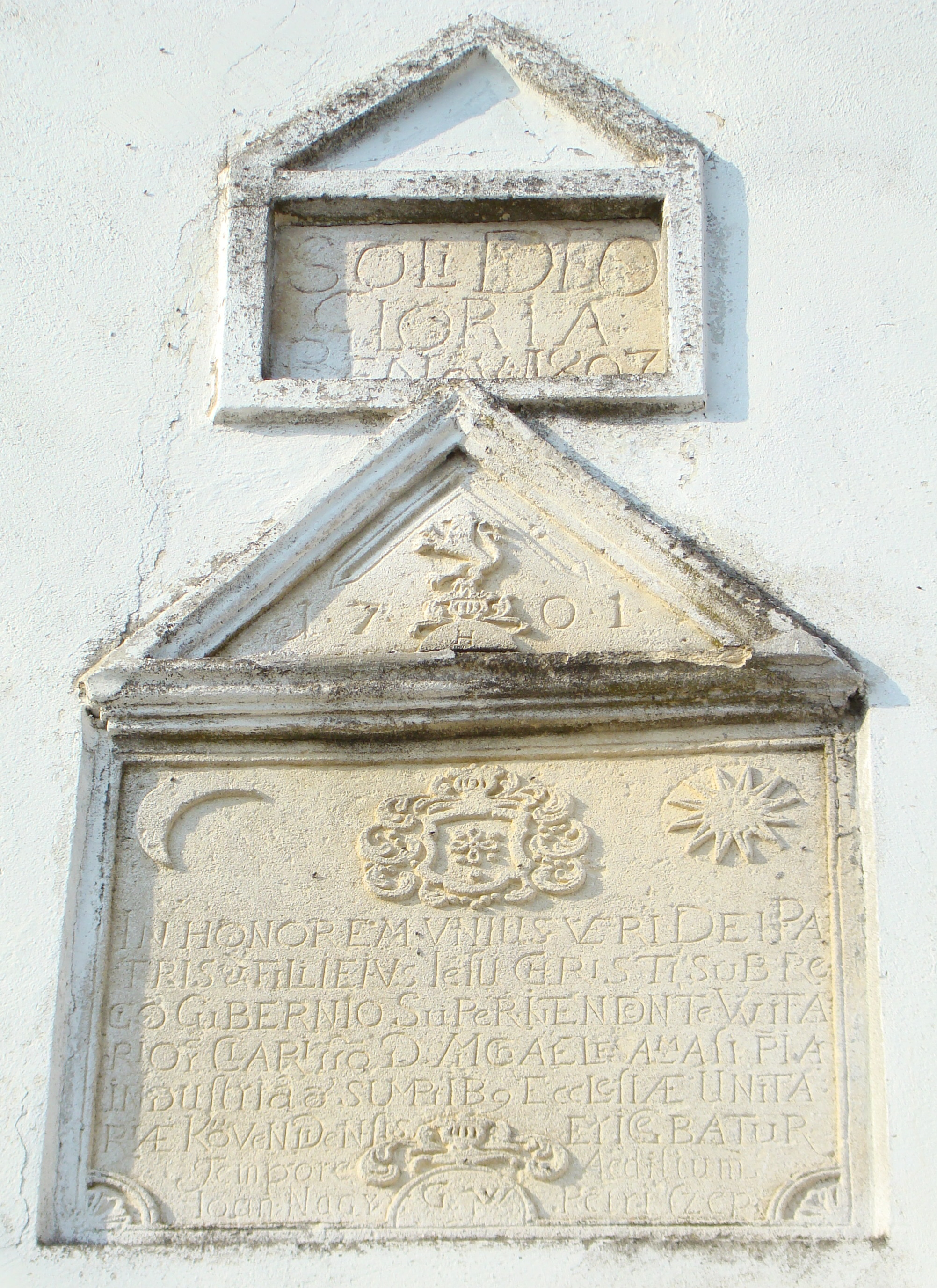
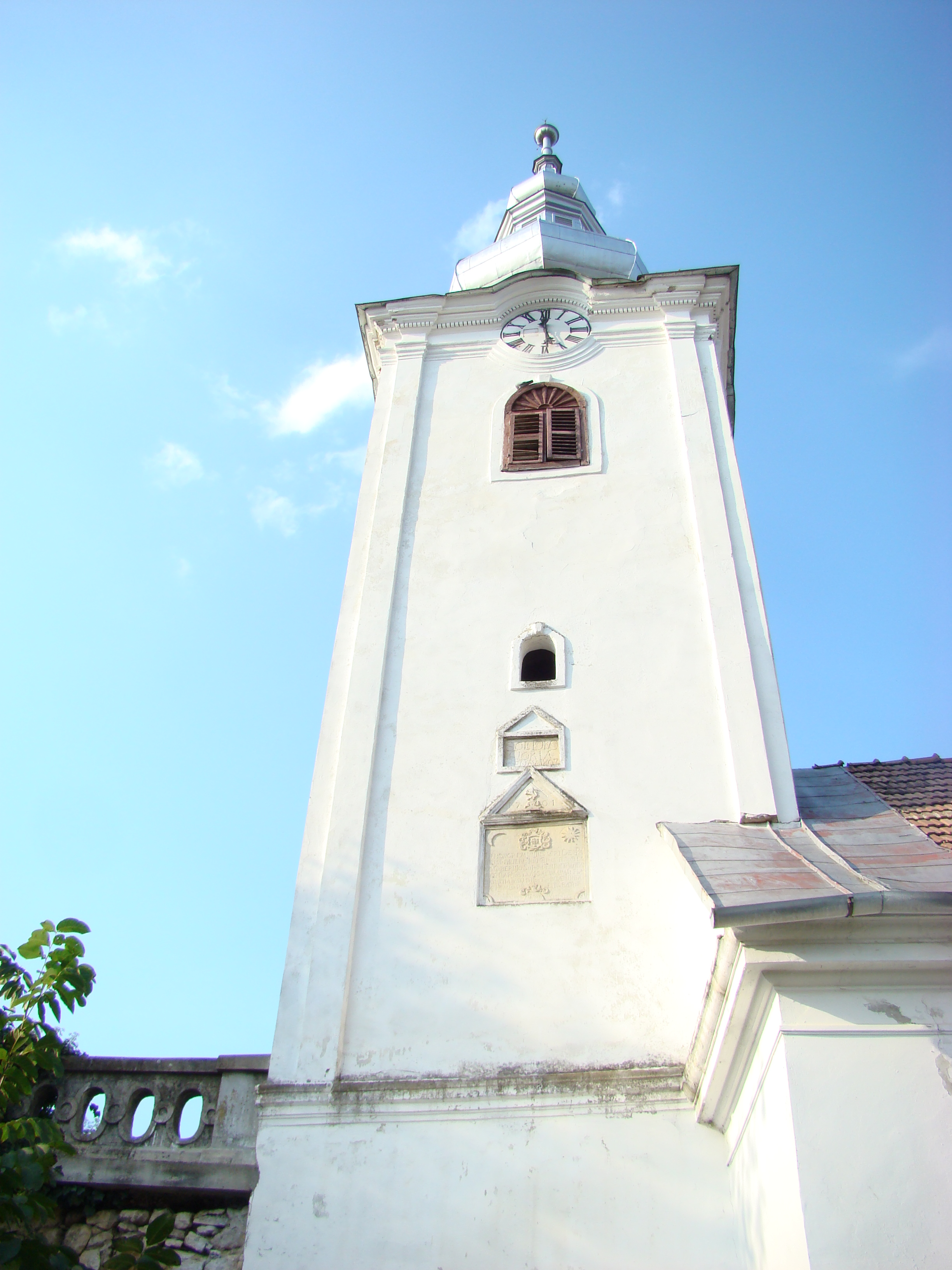
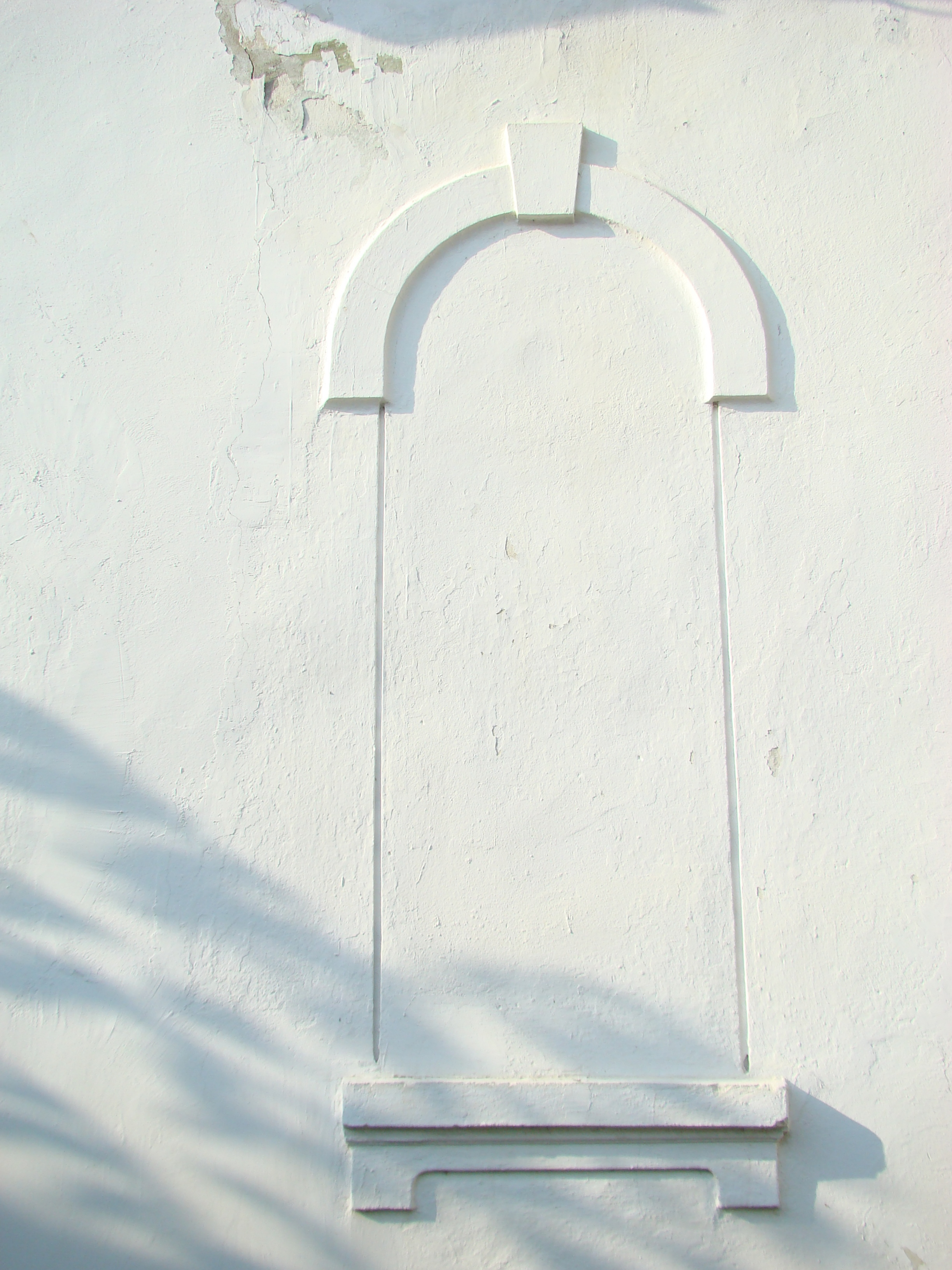
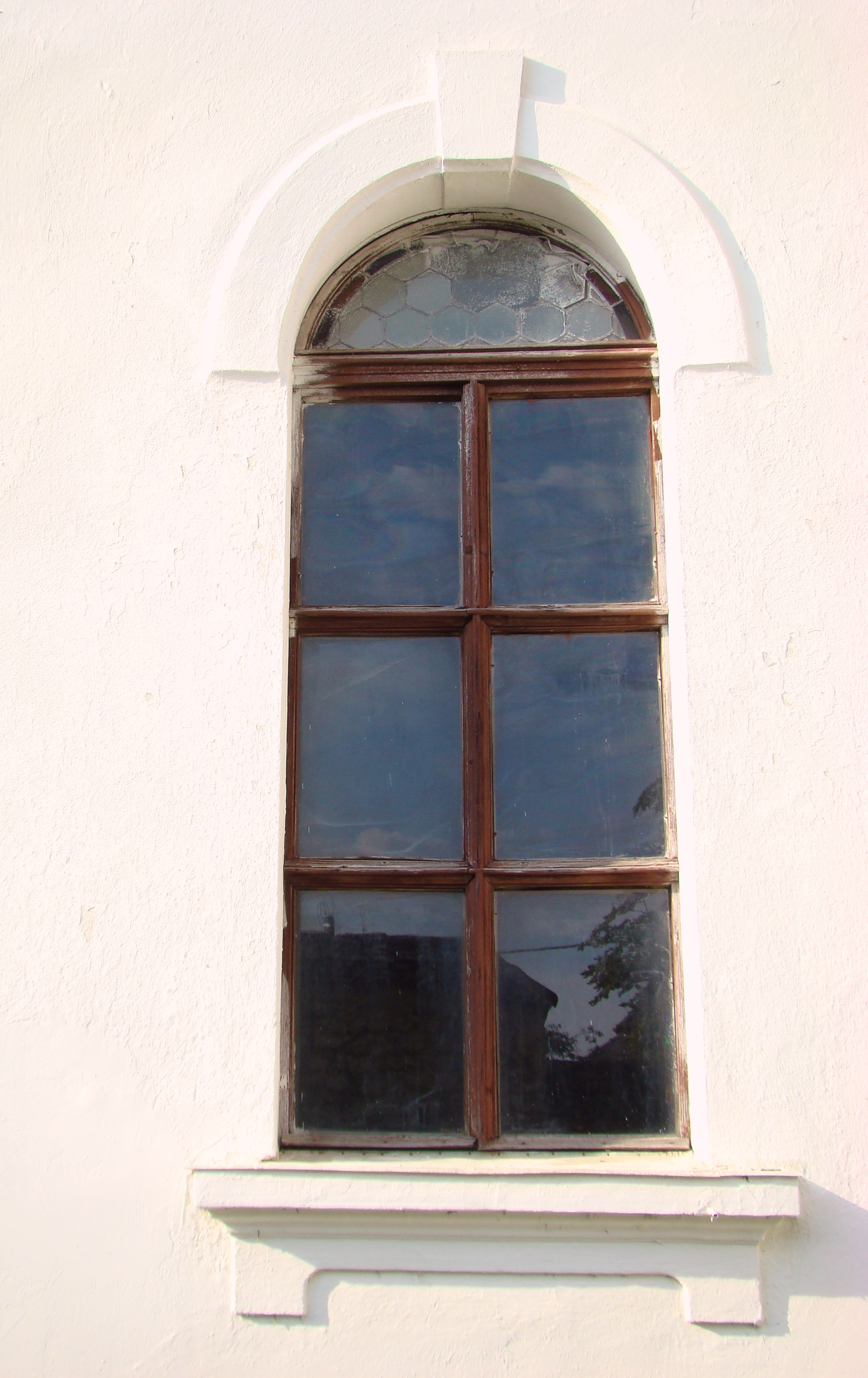
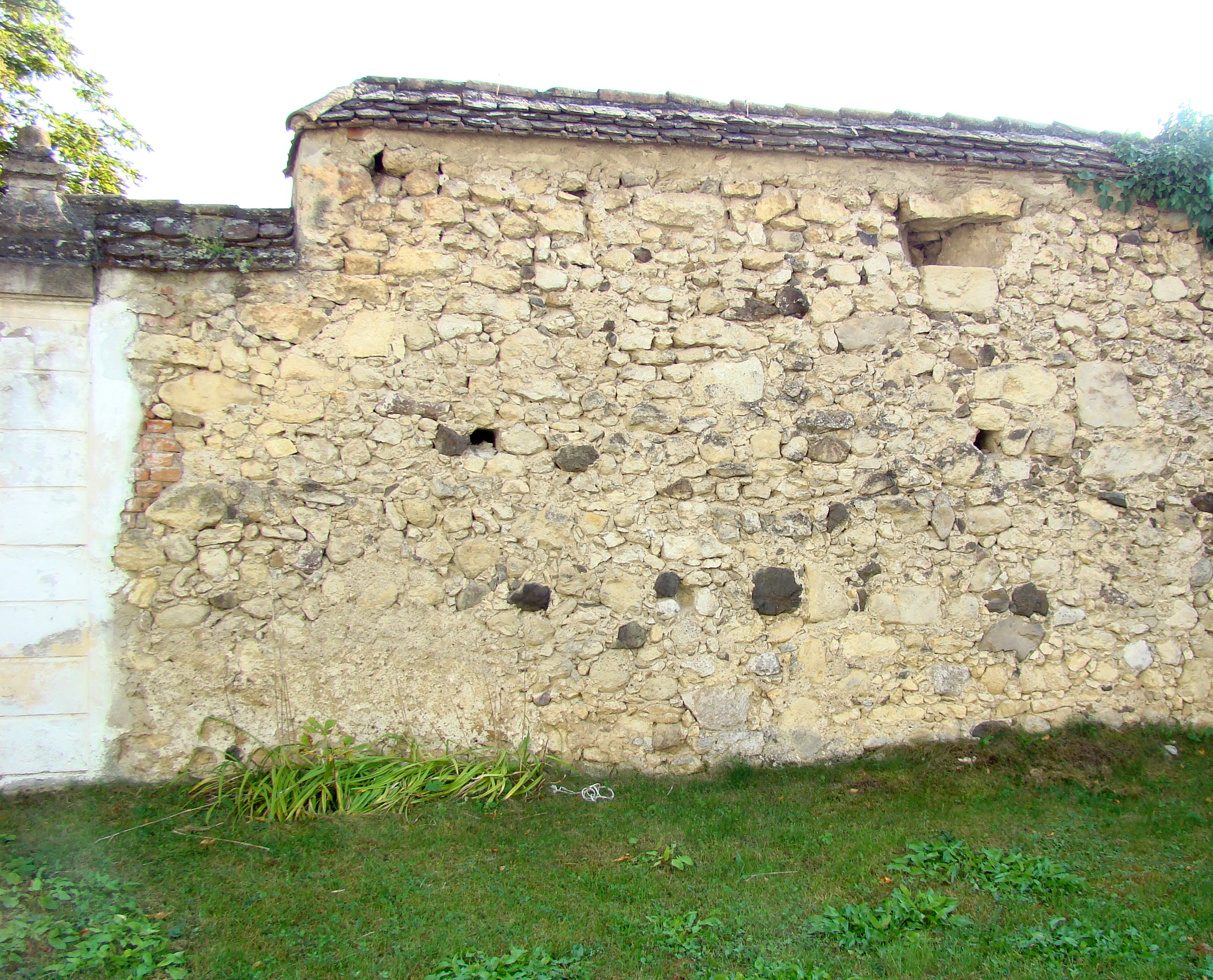
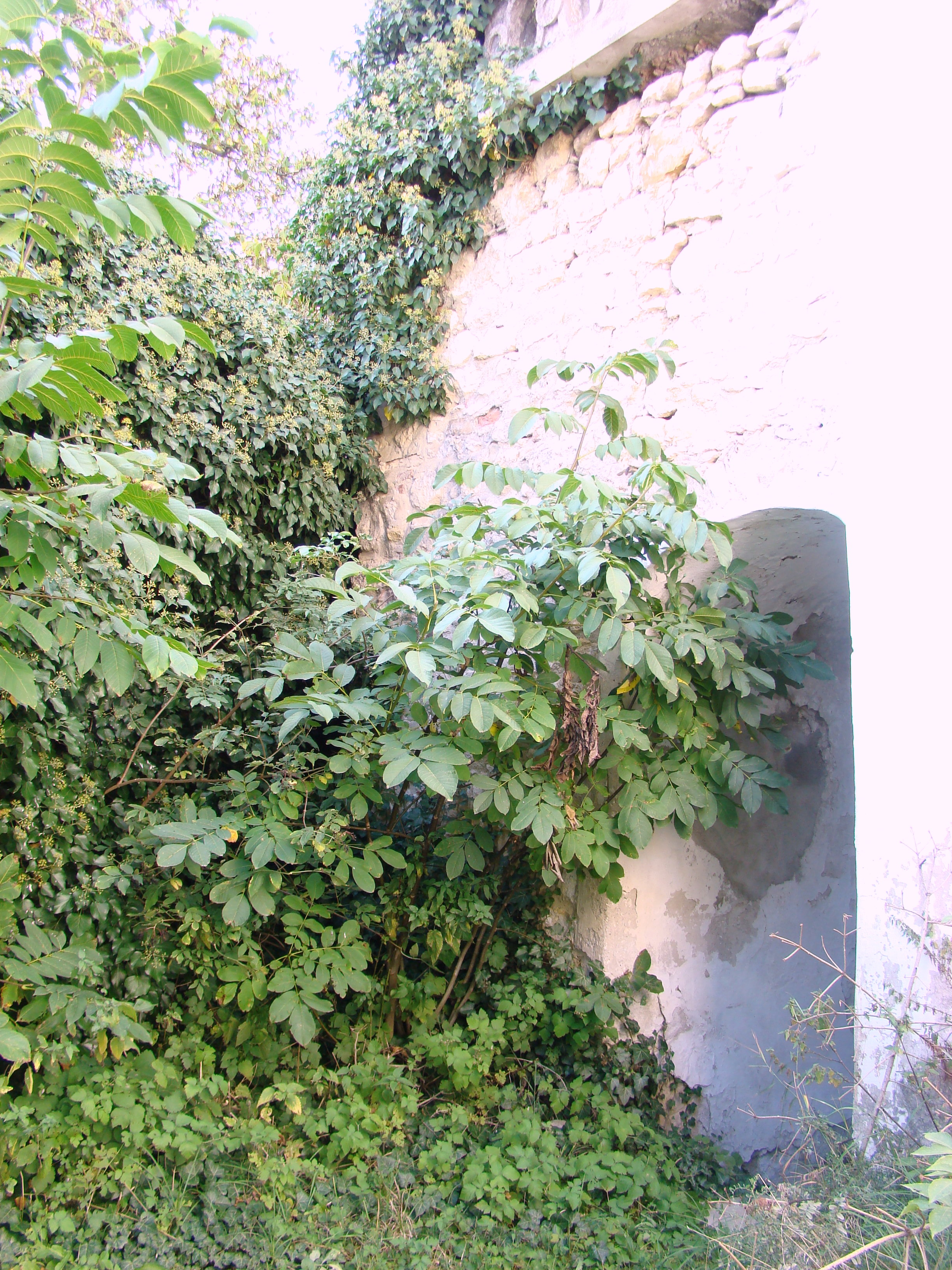
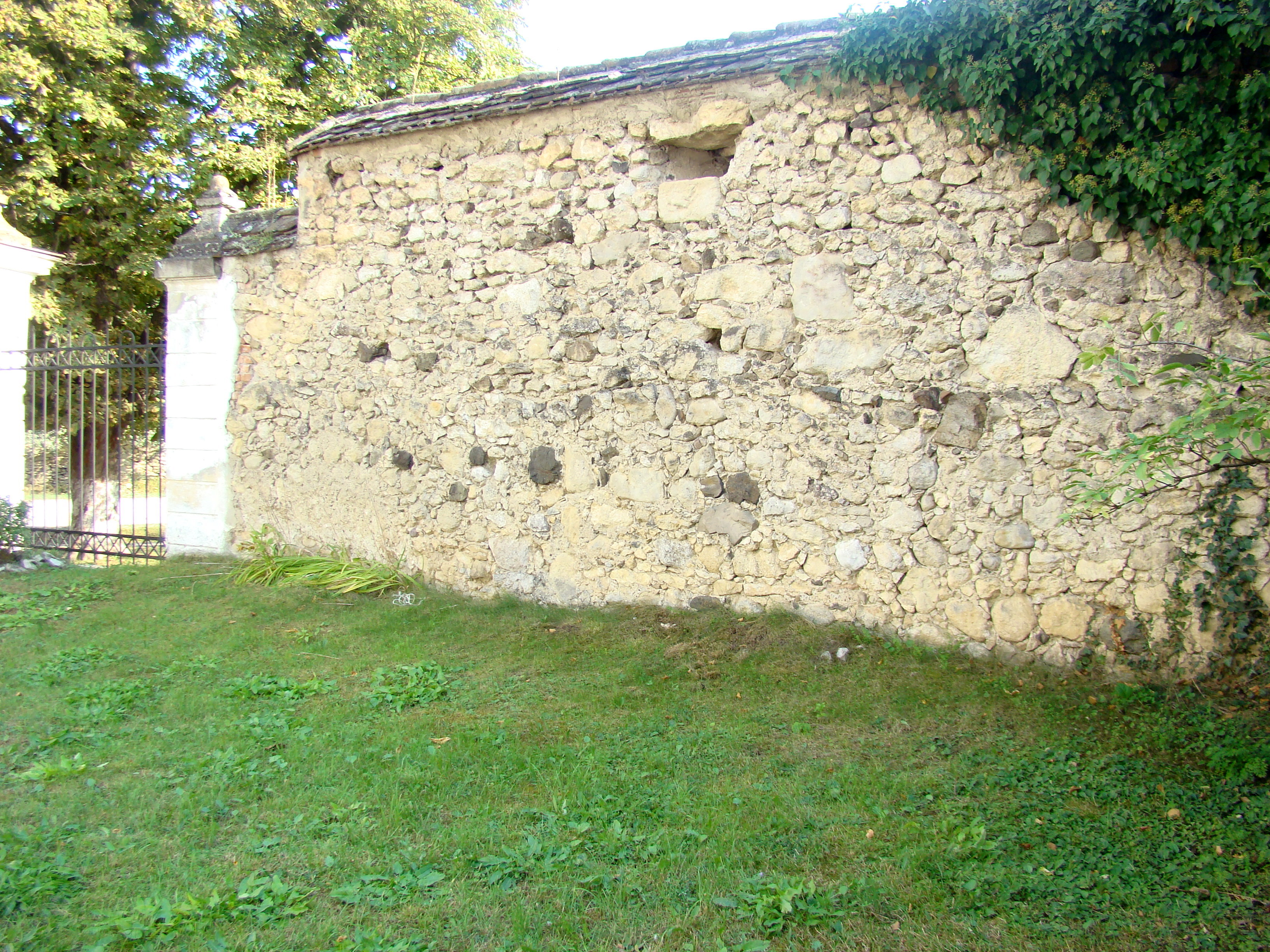
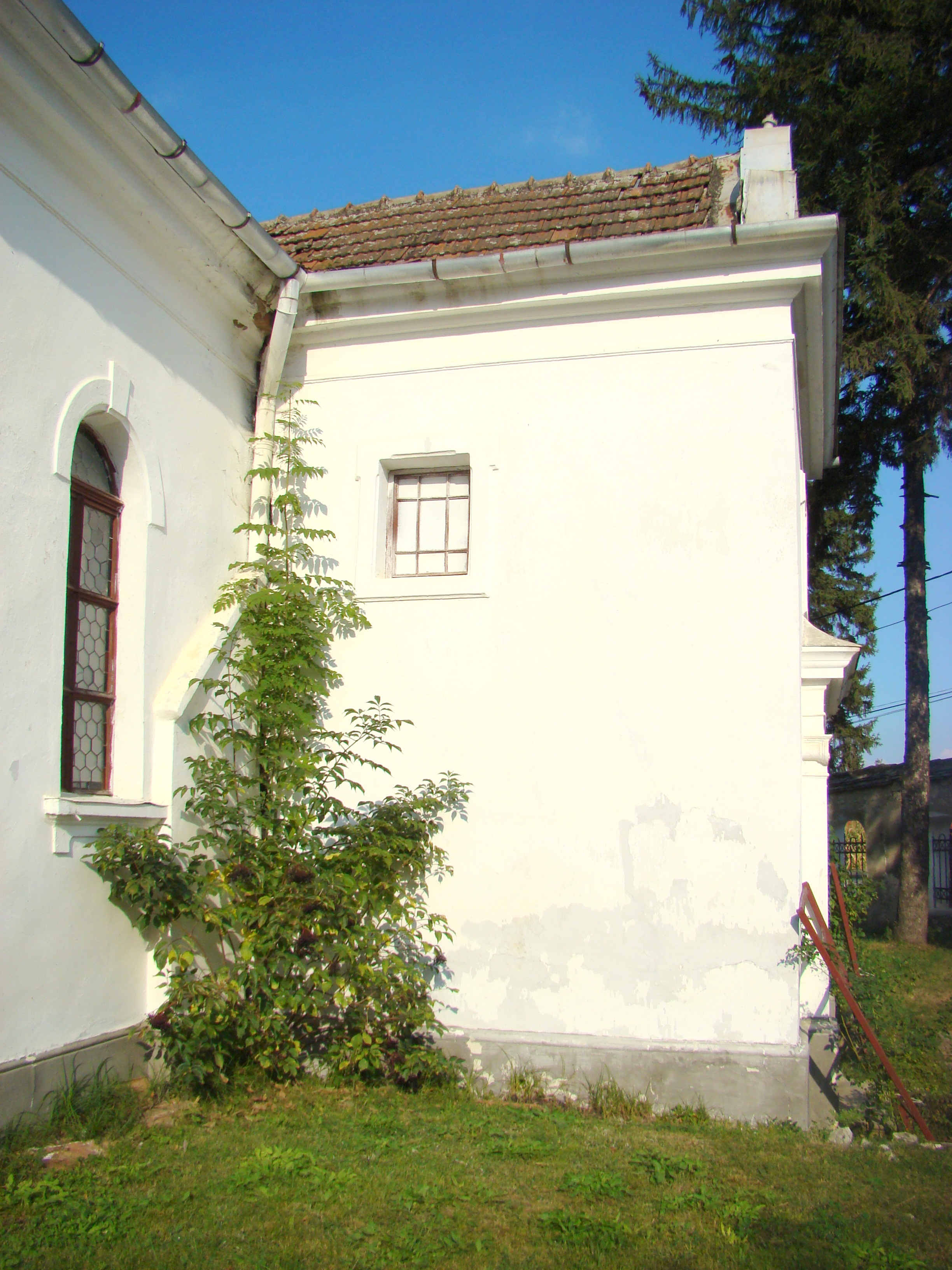
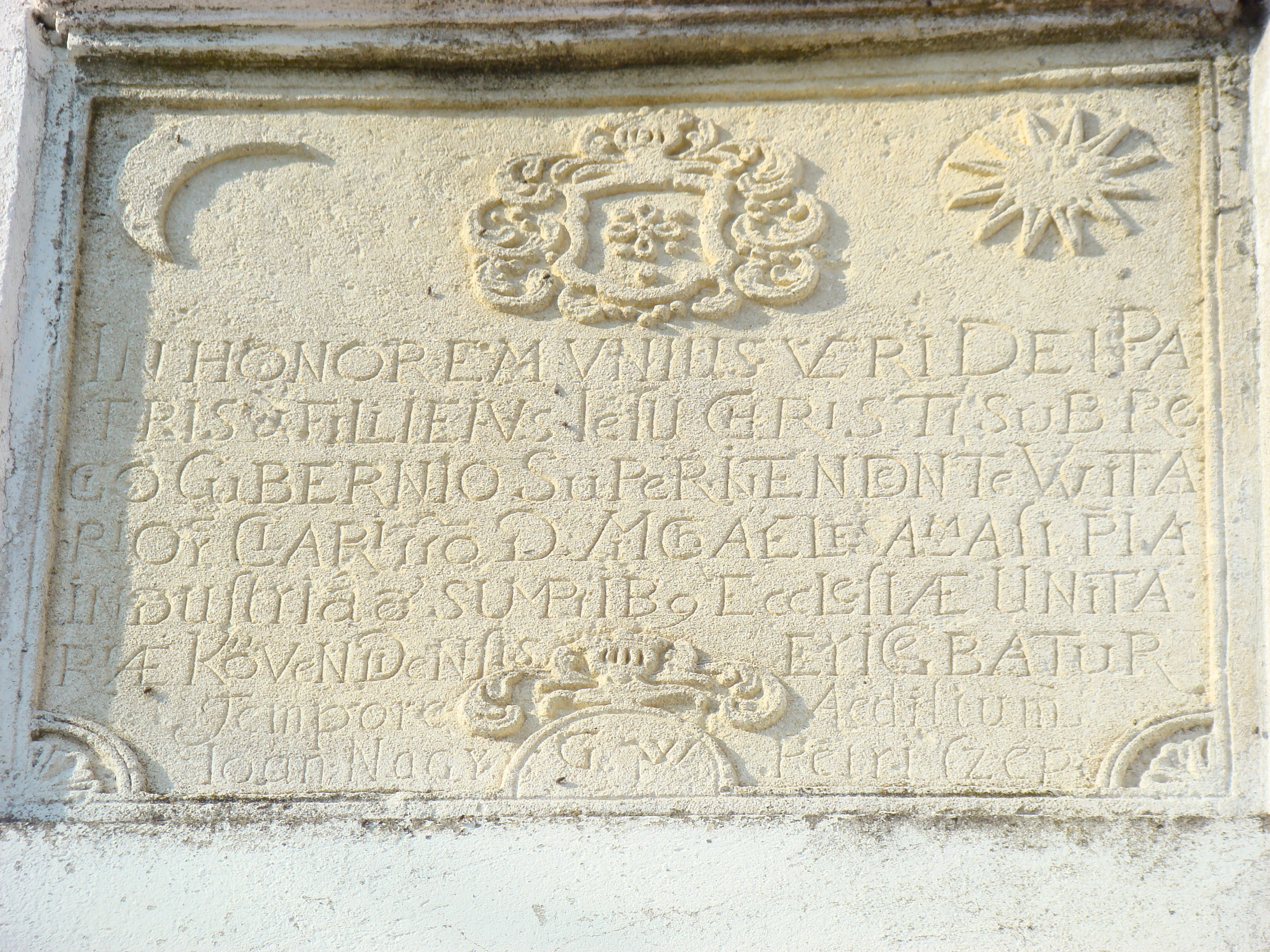
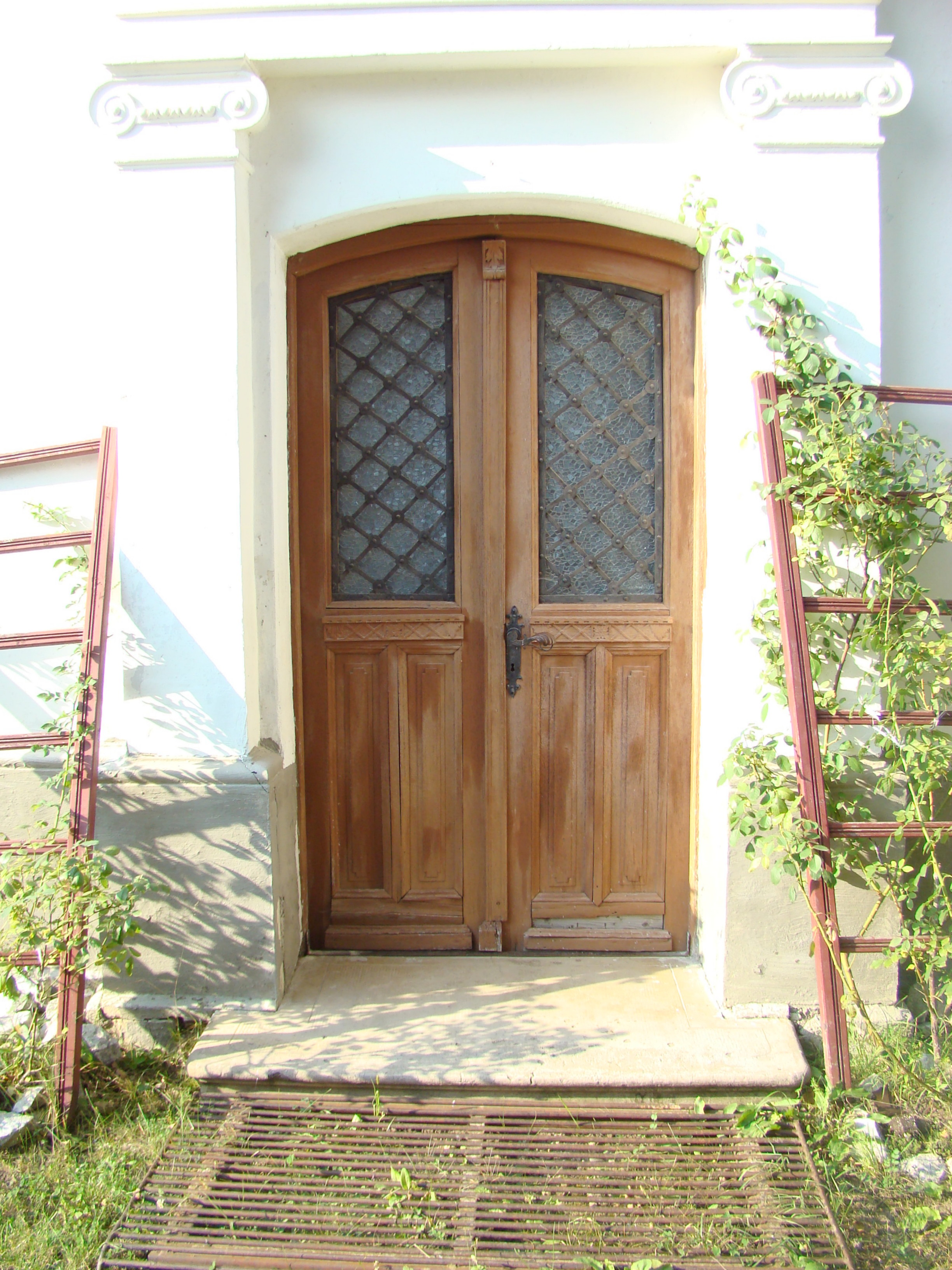
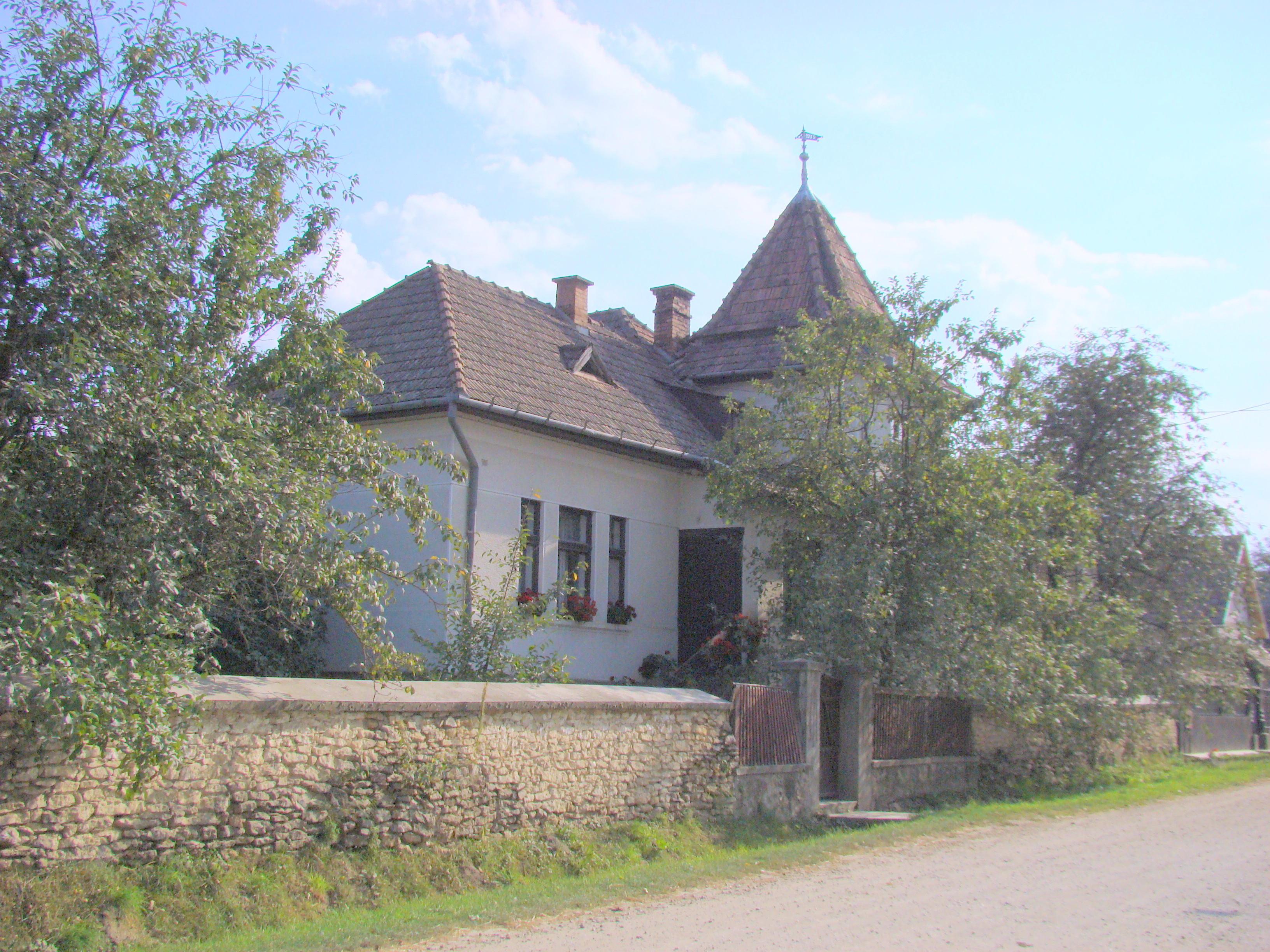

## Imagini din interior

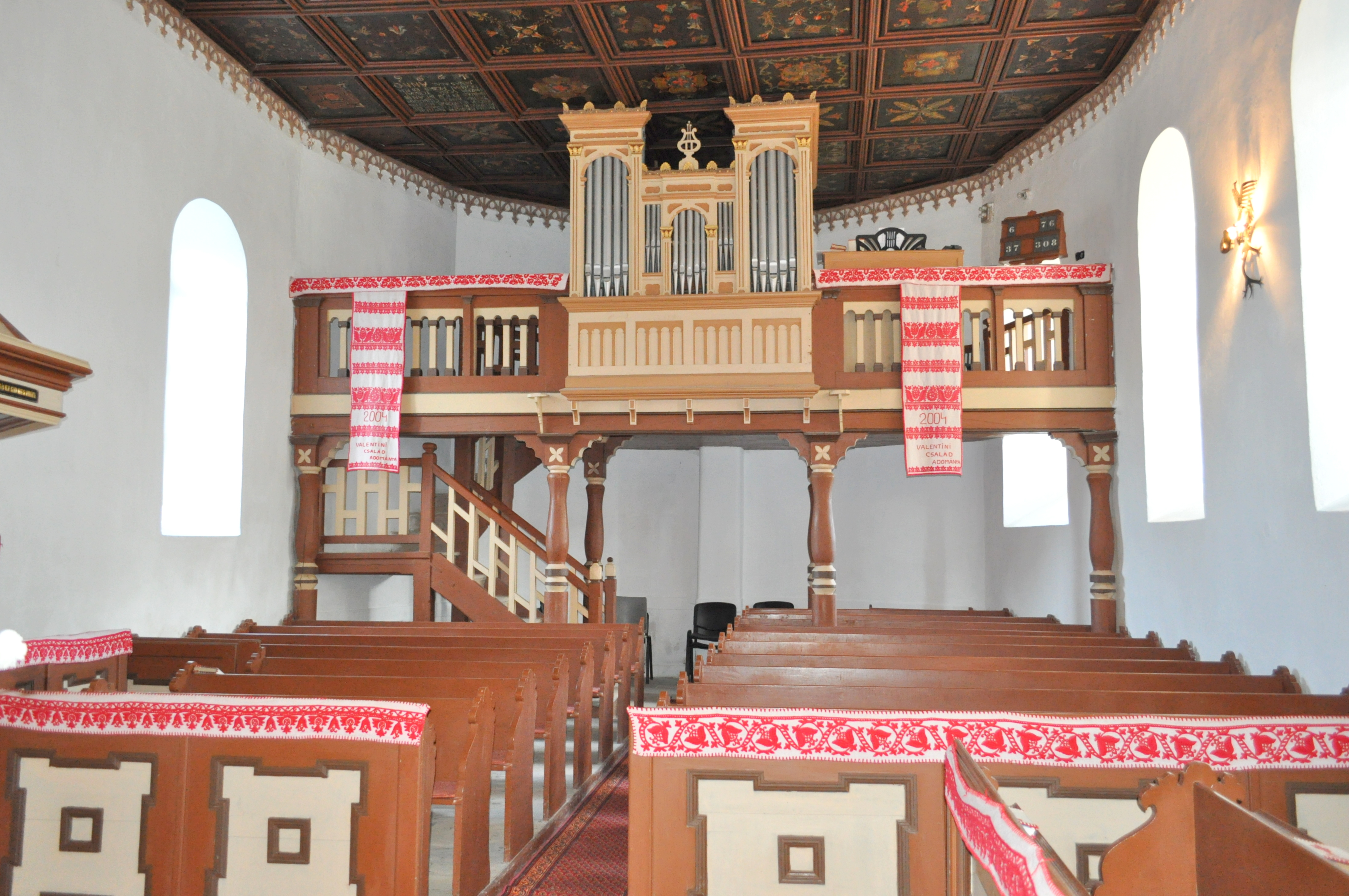
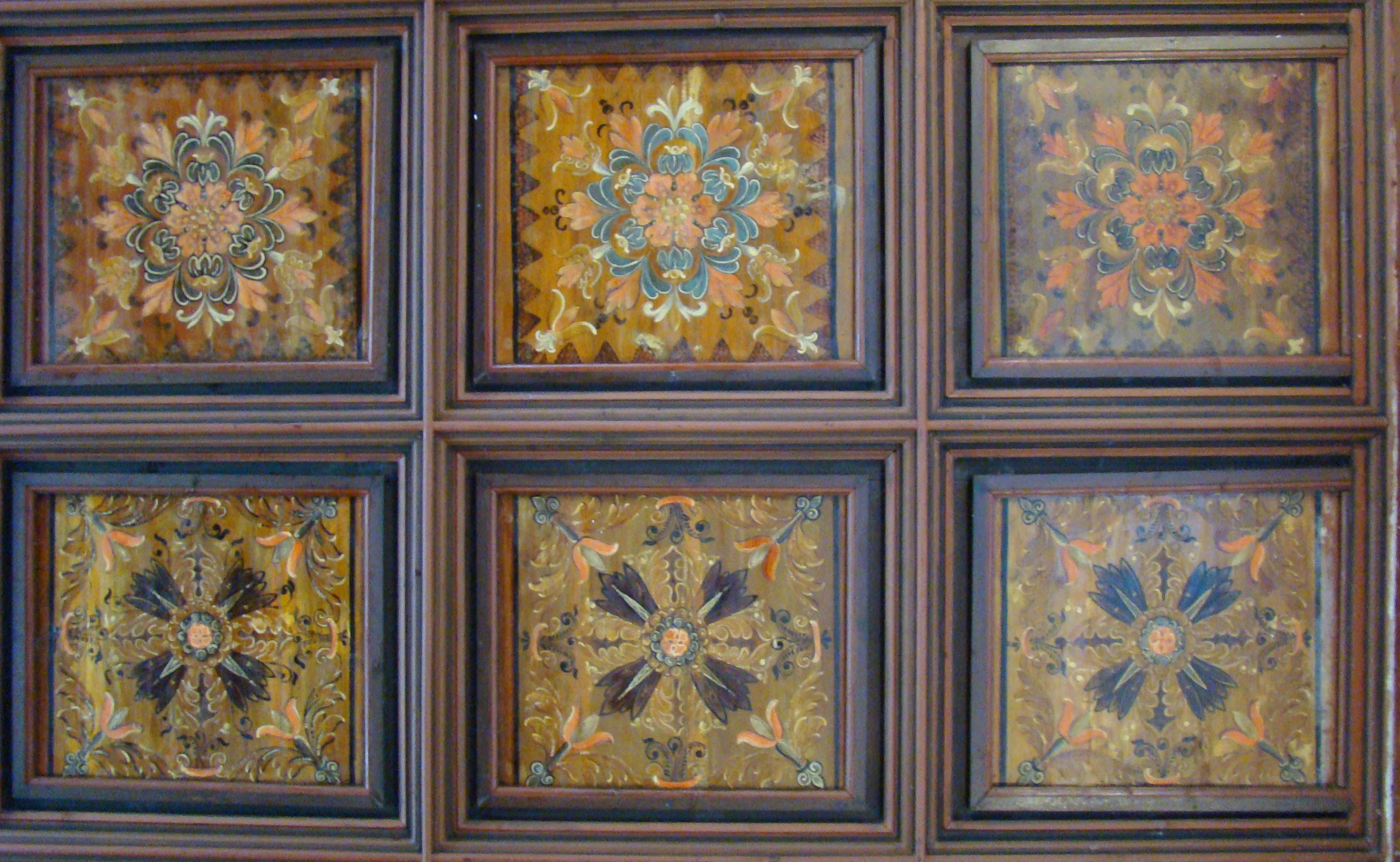
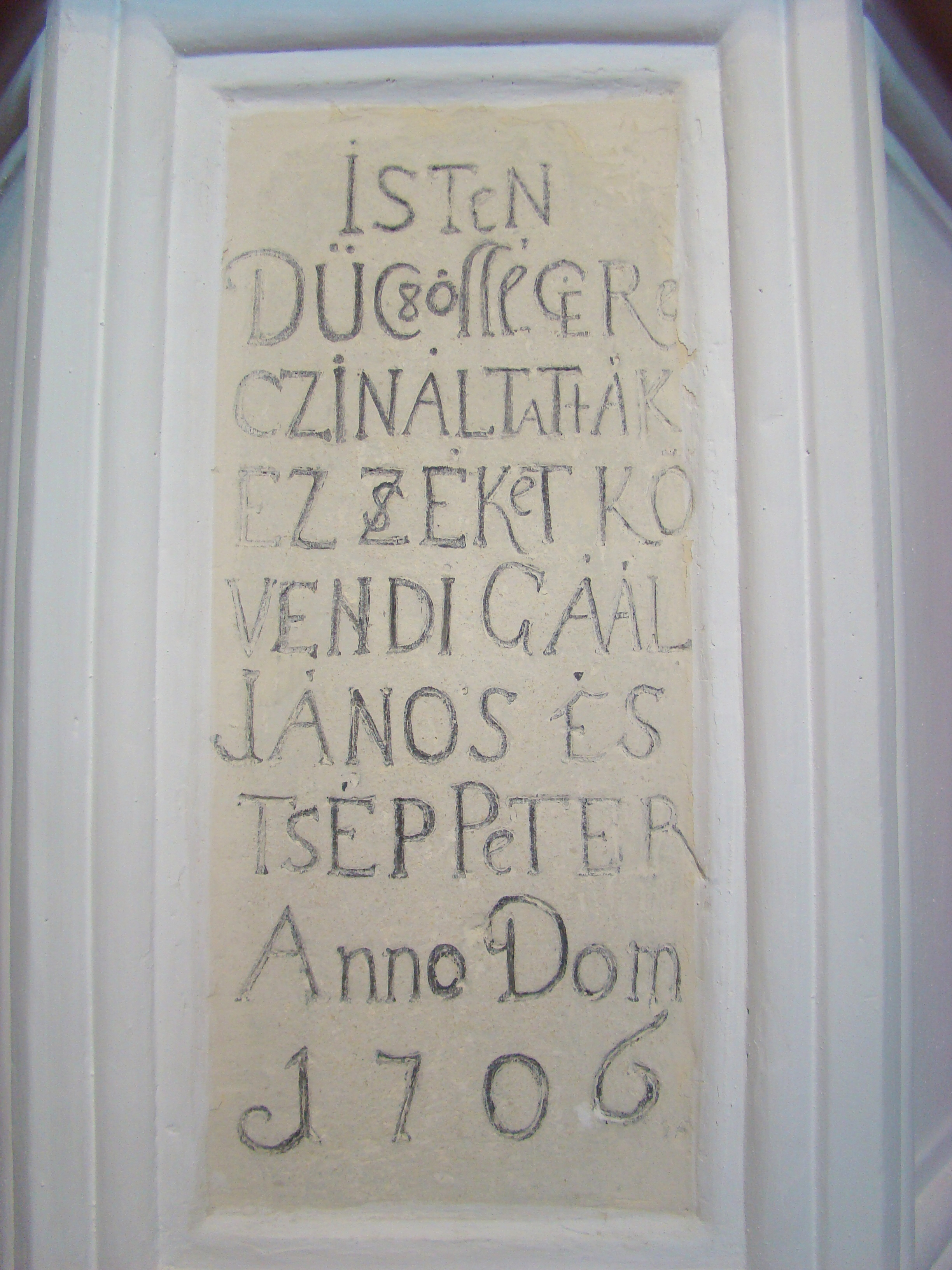
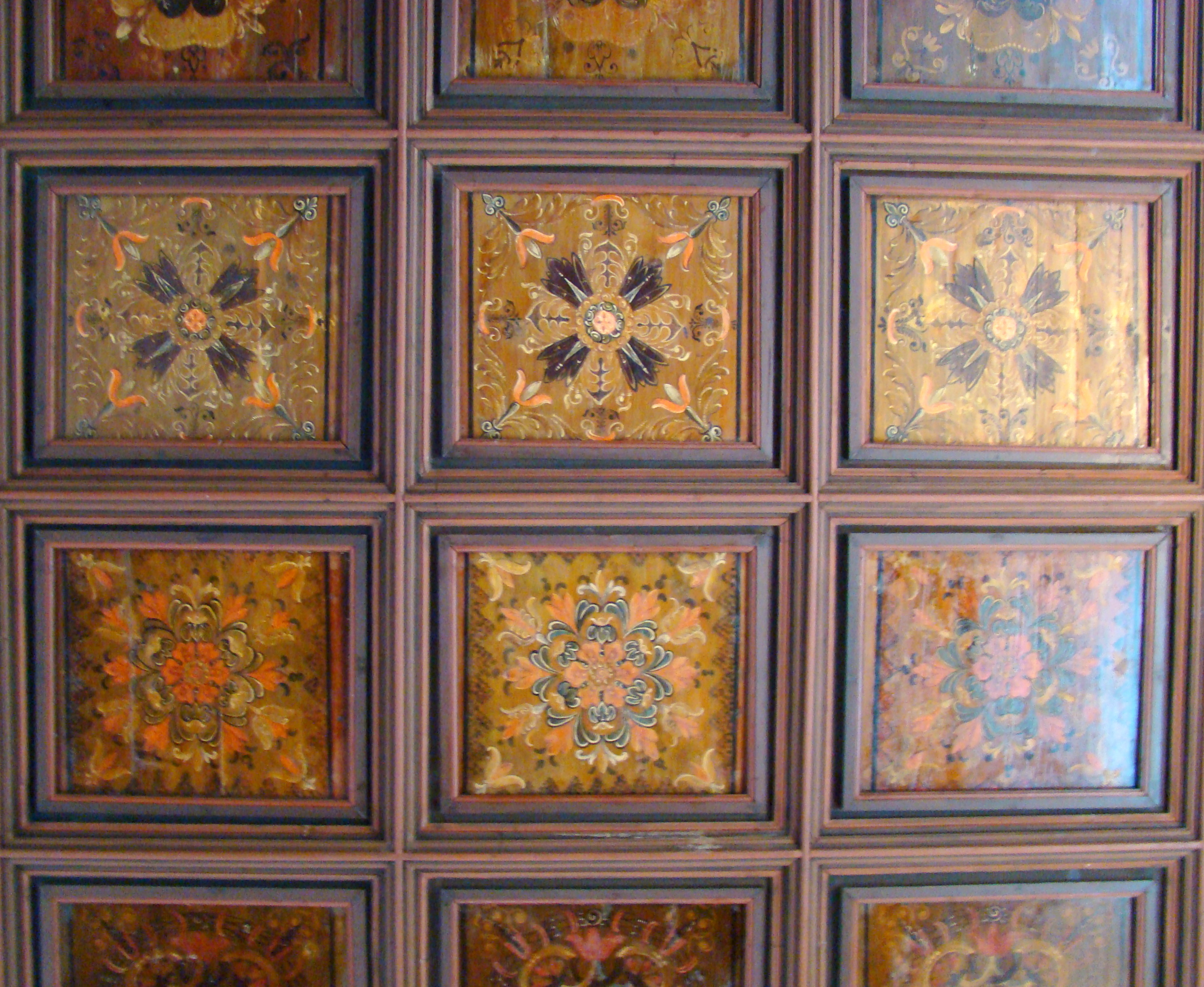
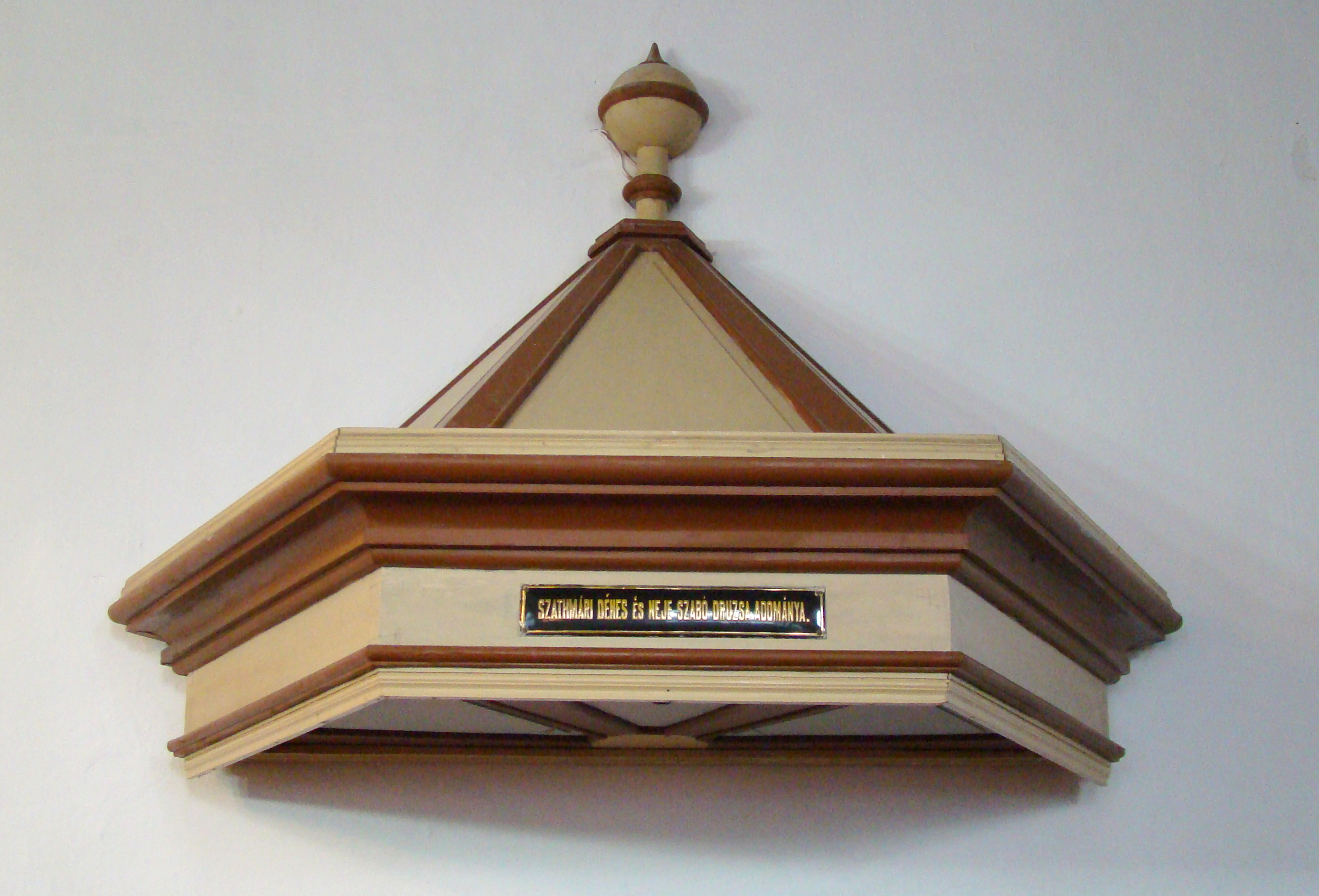
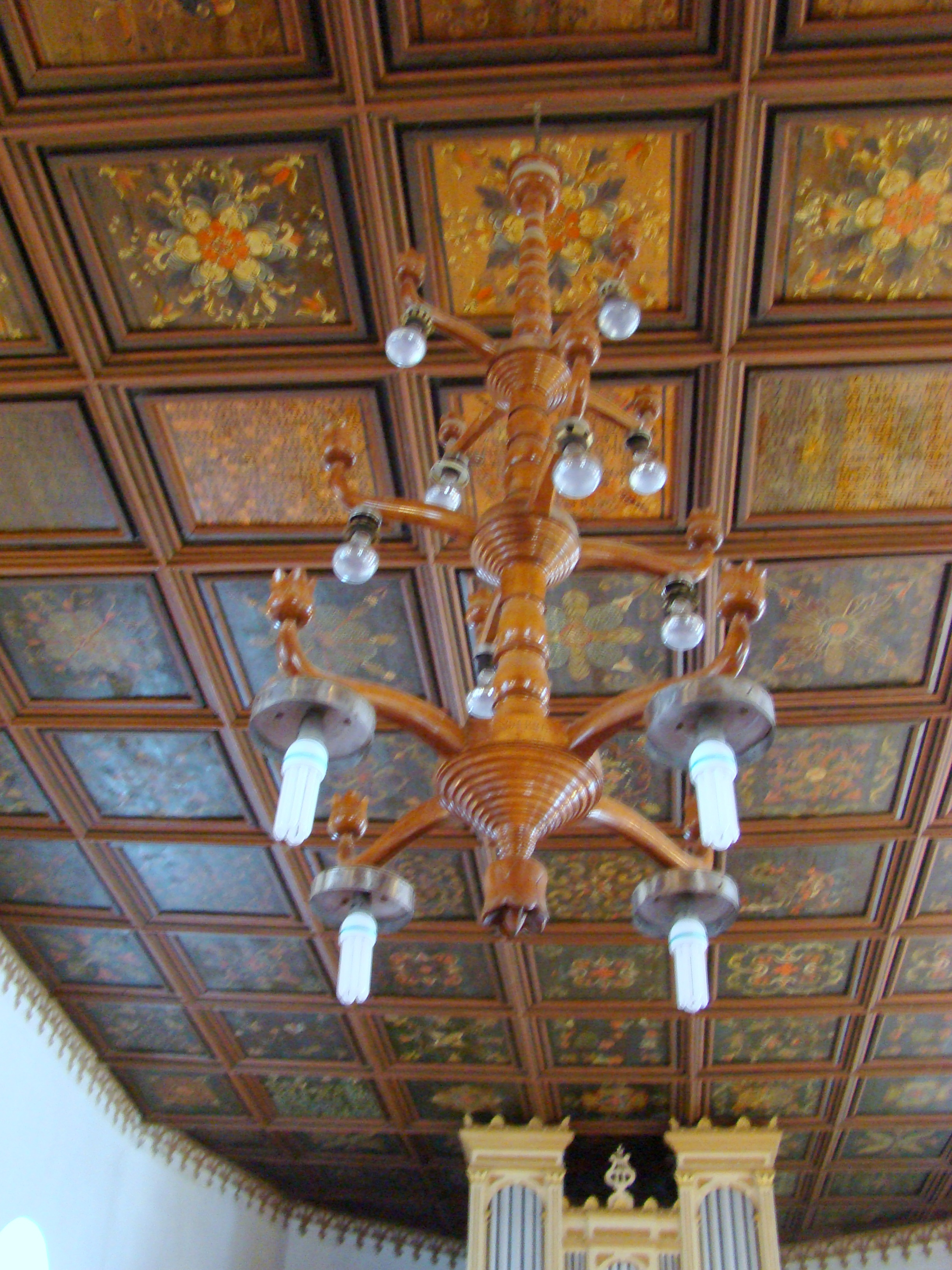
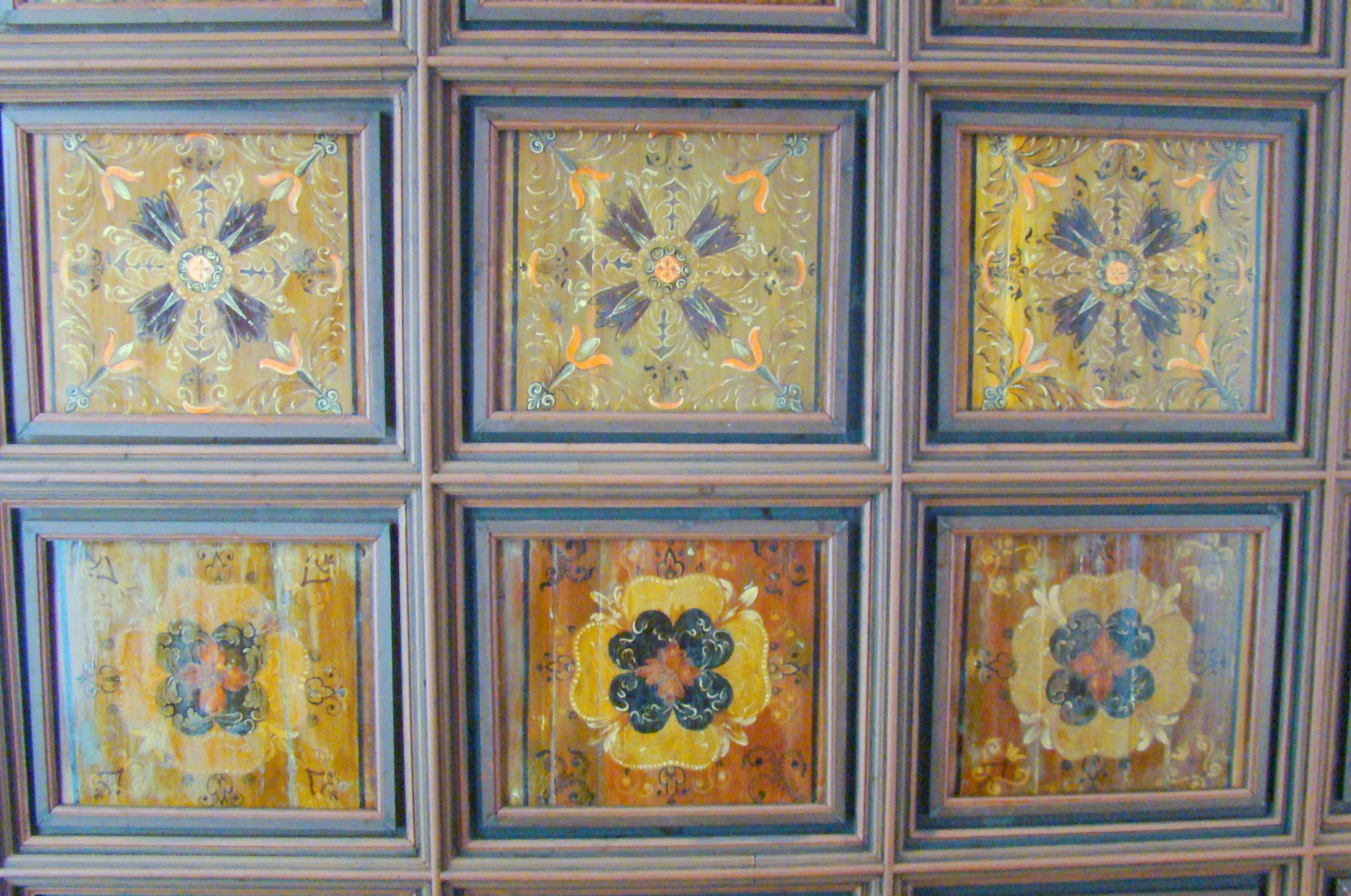
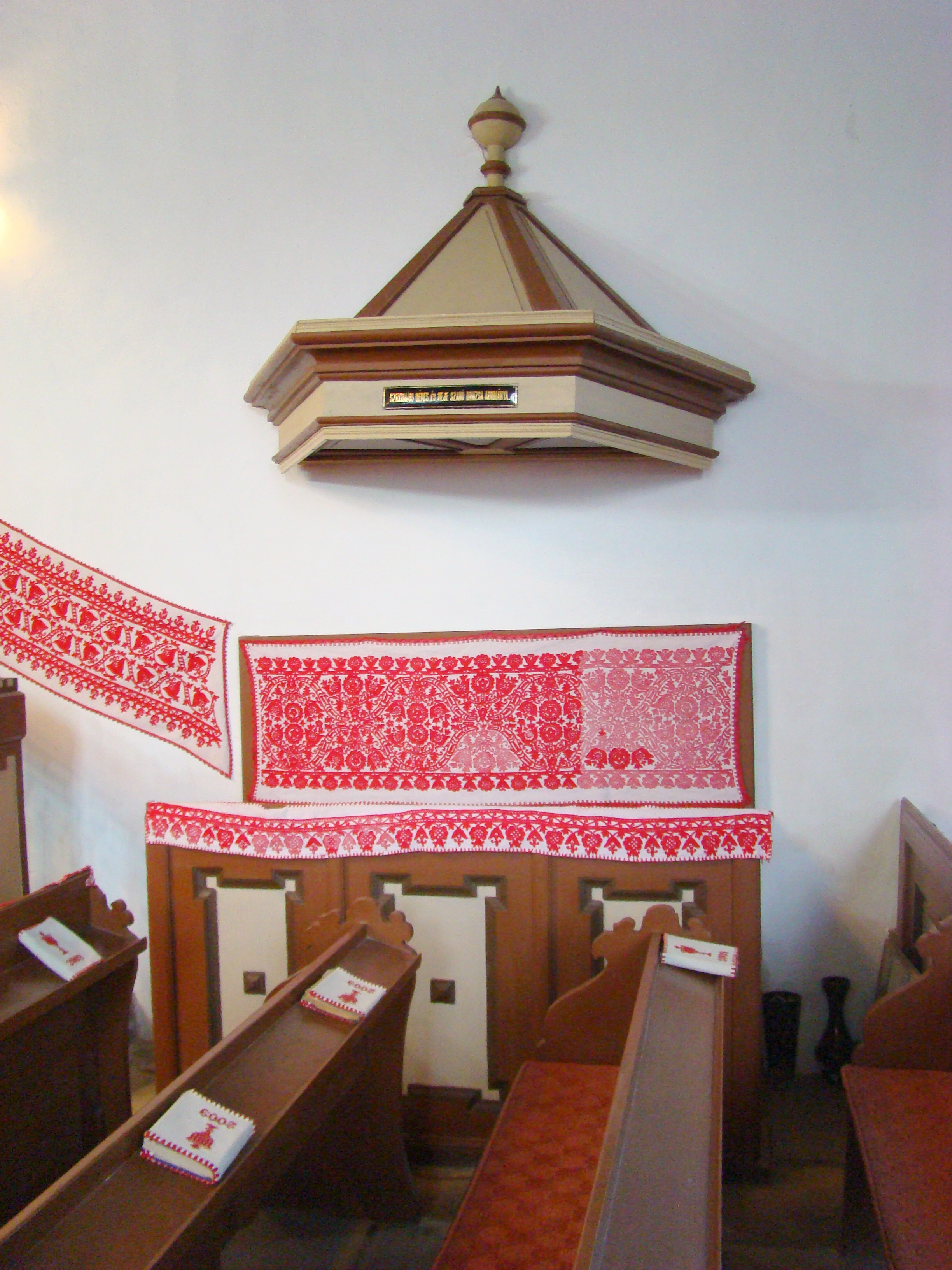
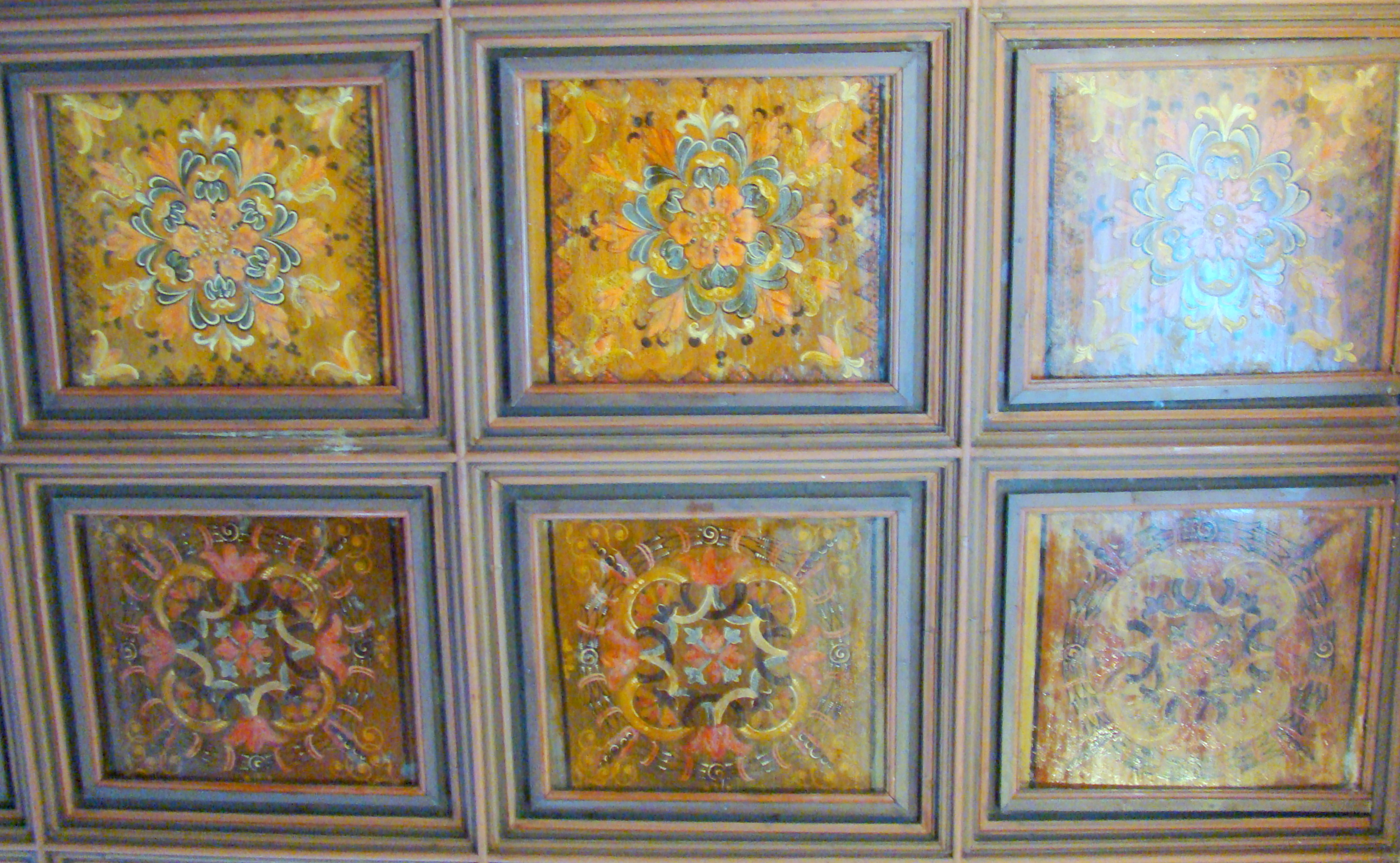
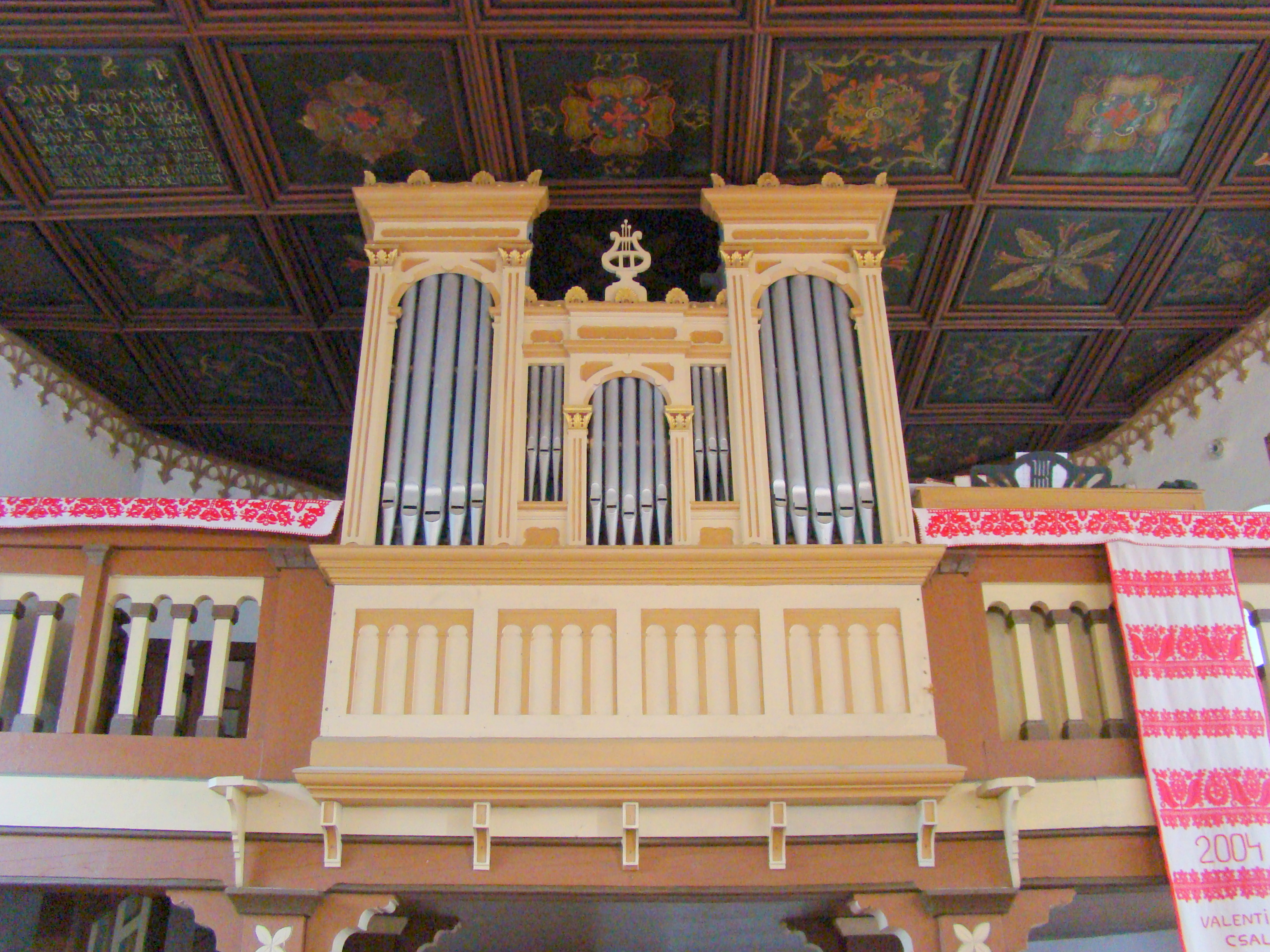
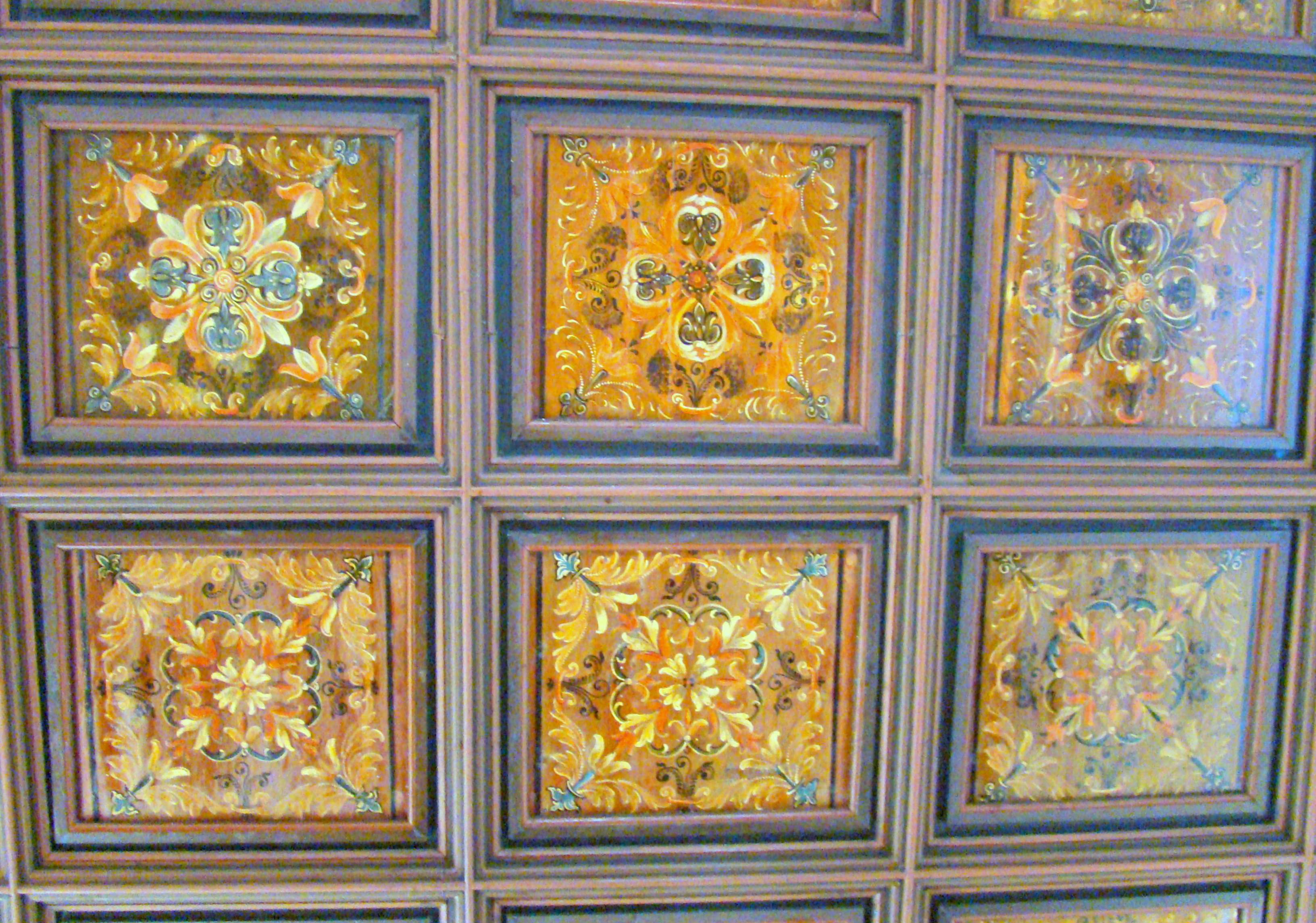
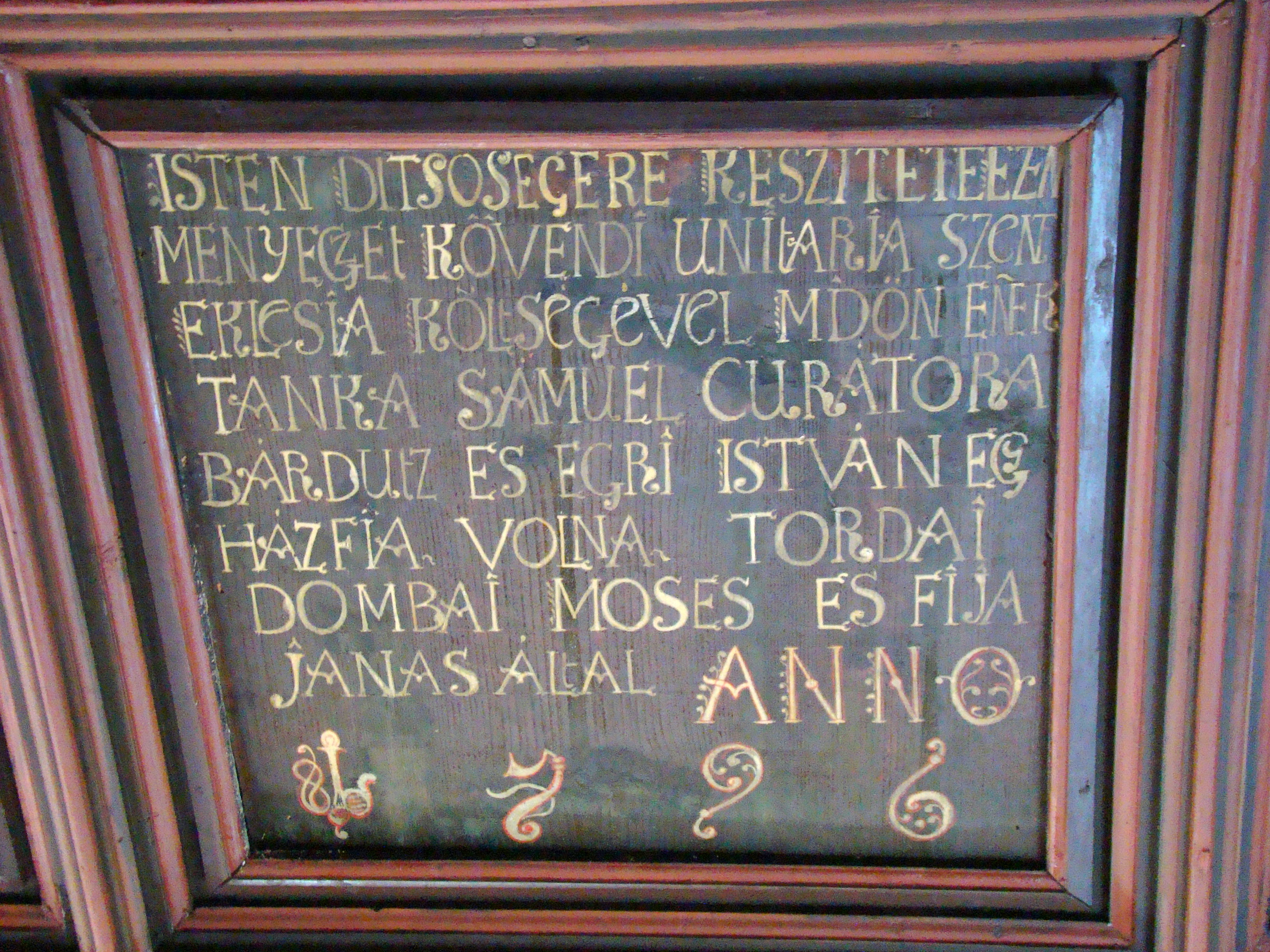
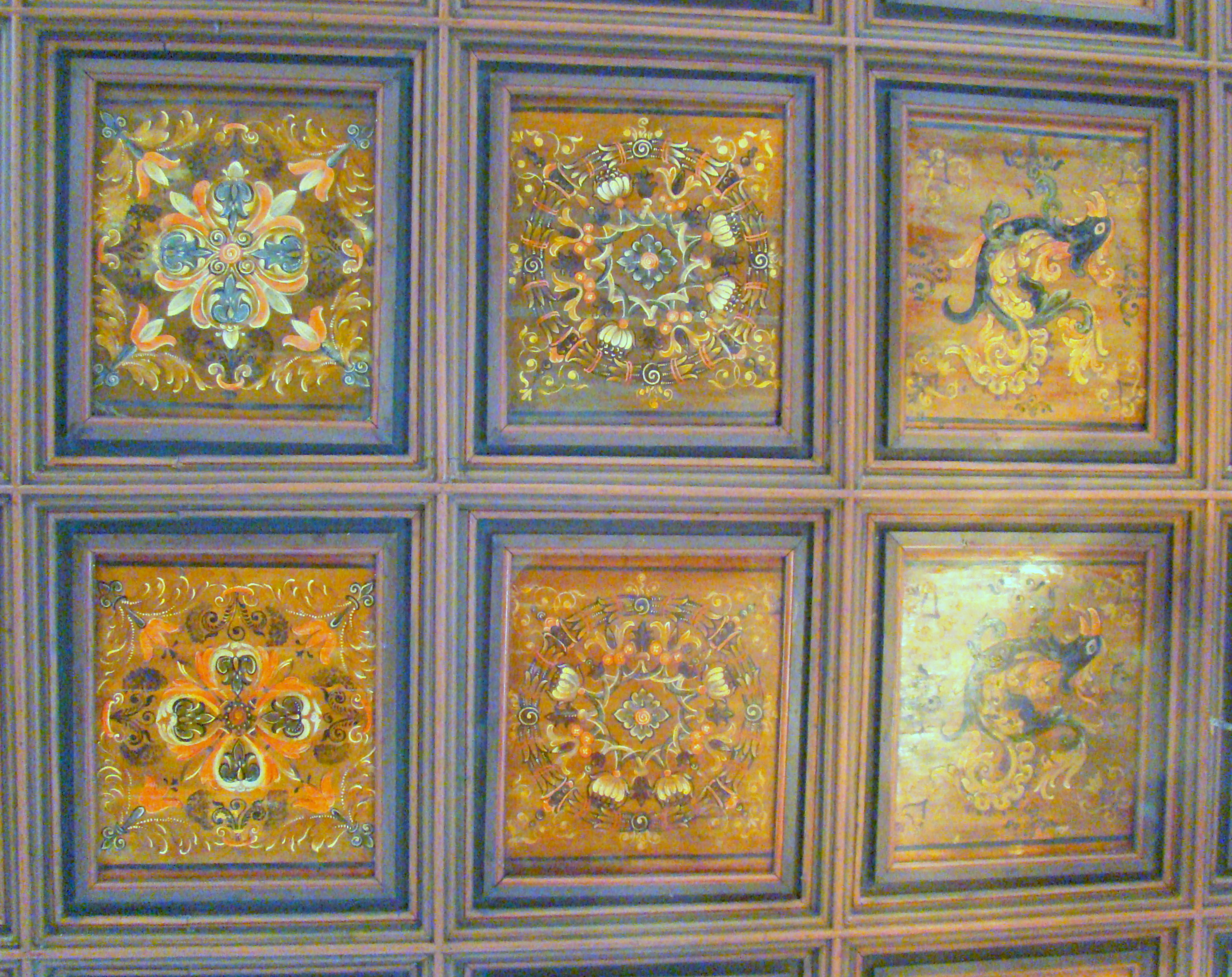
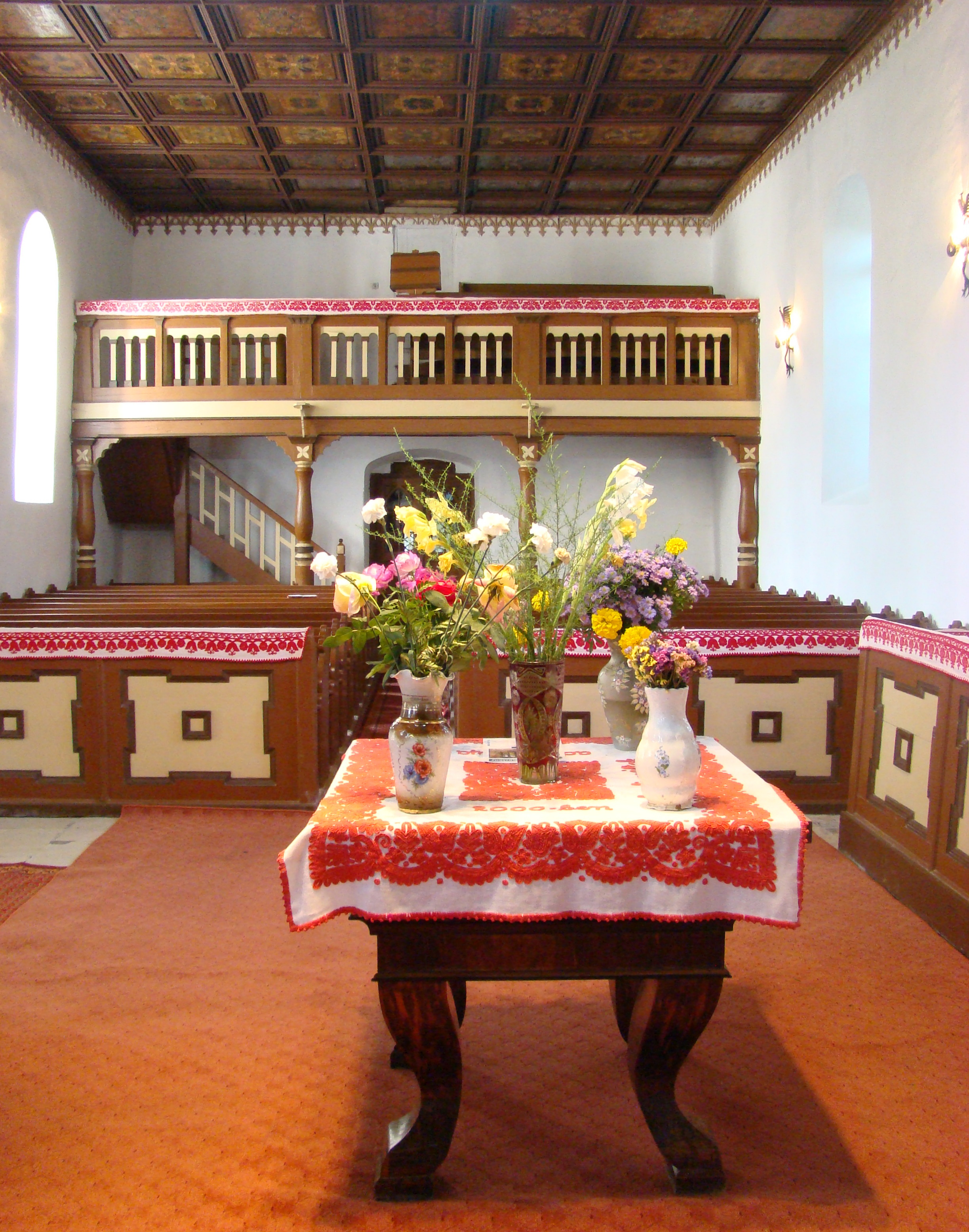
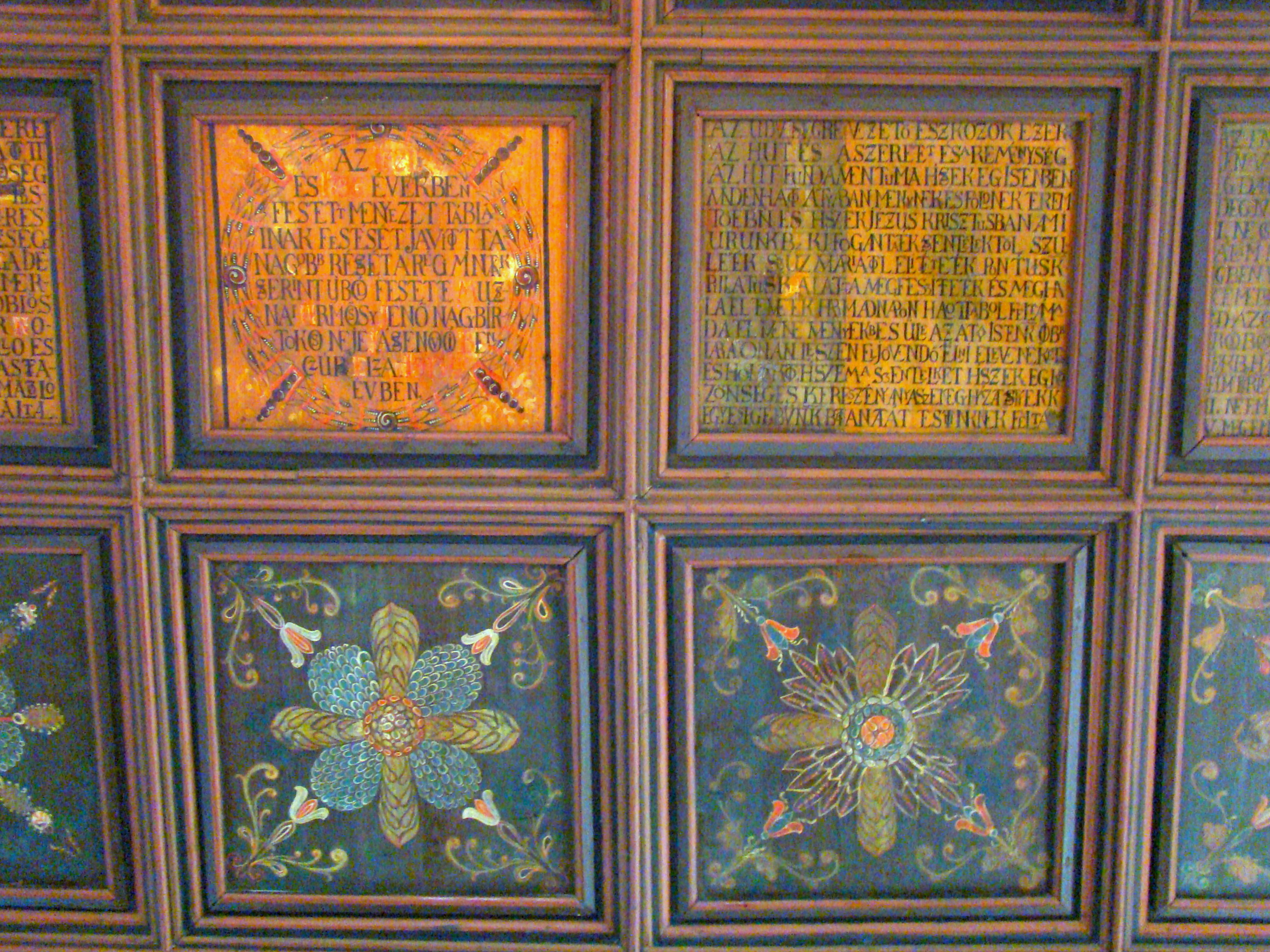
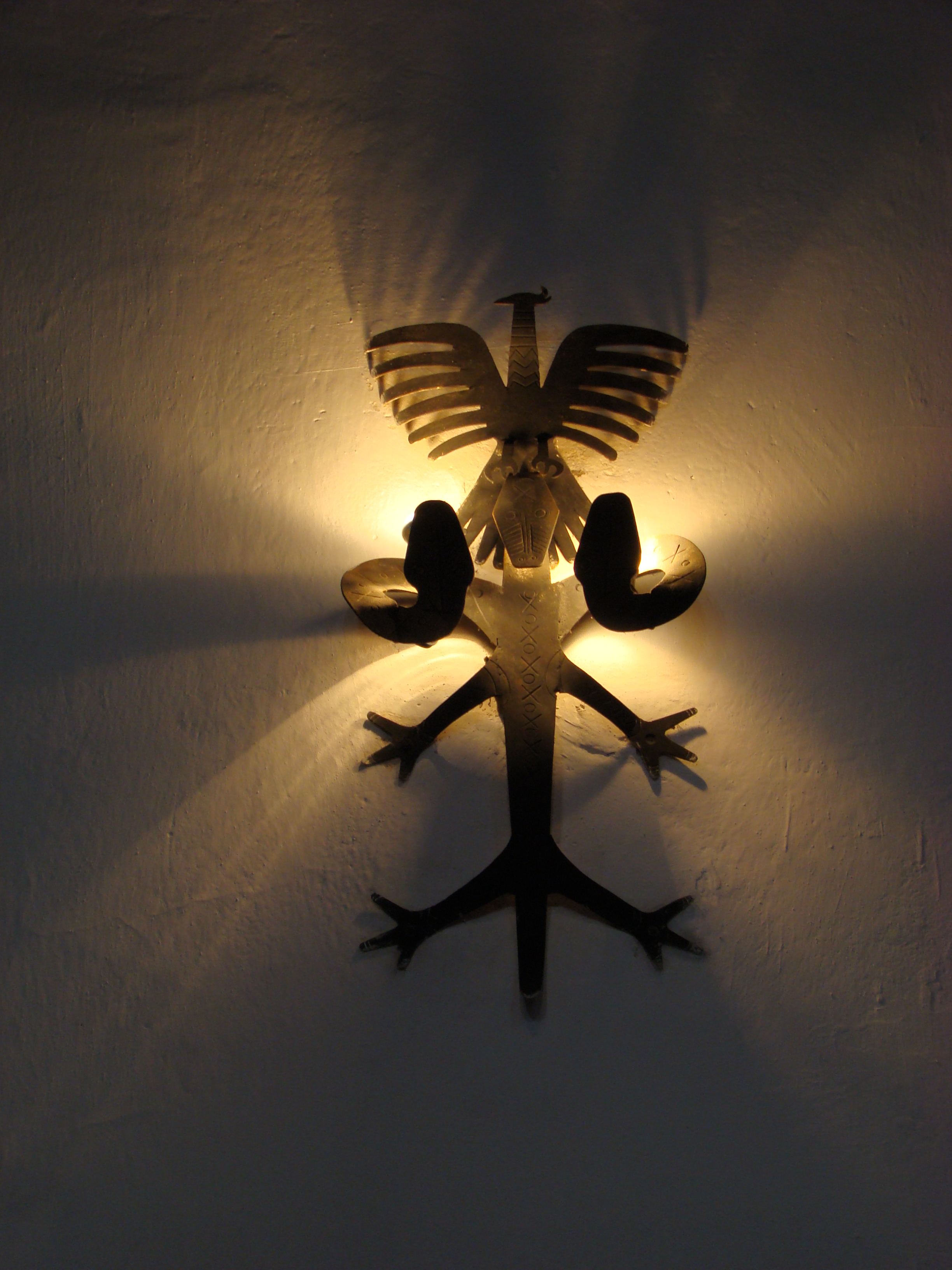
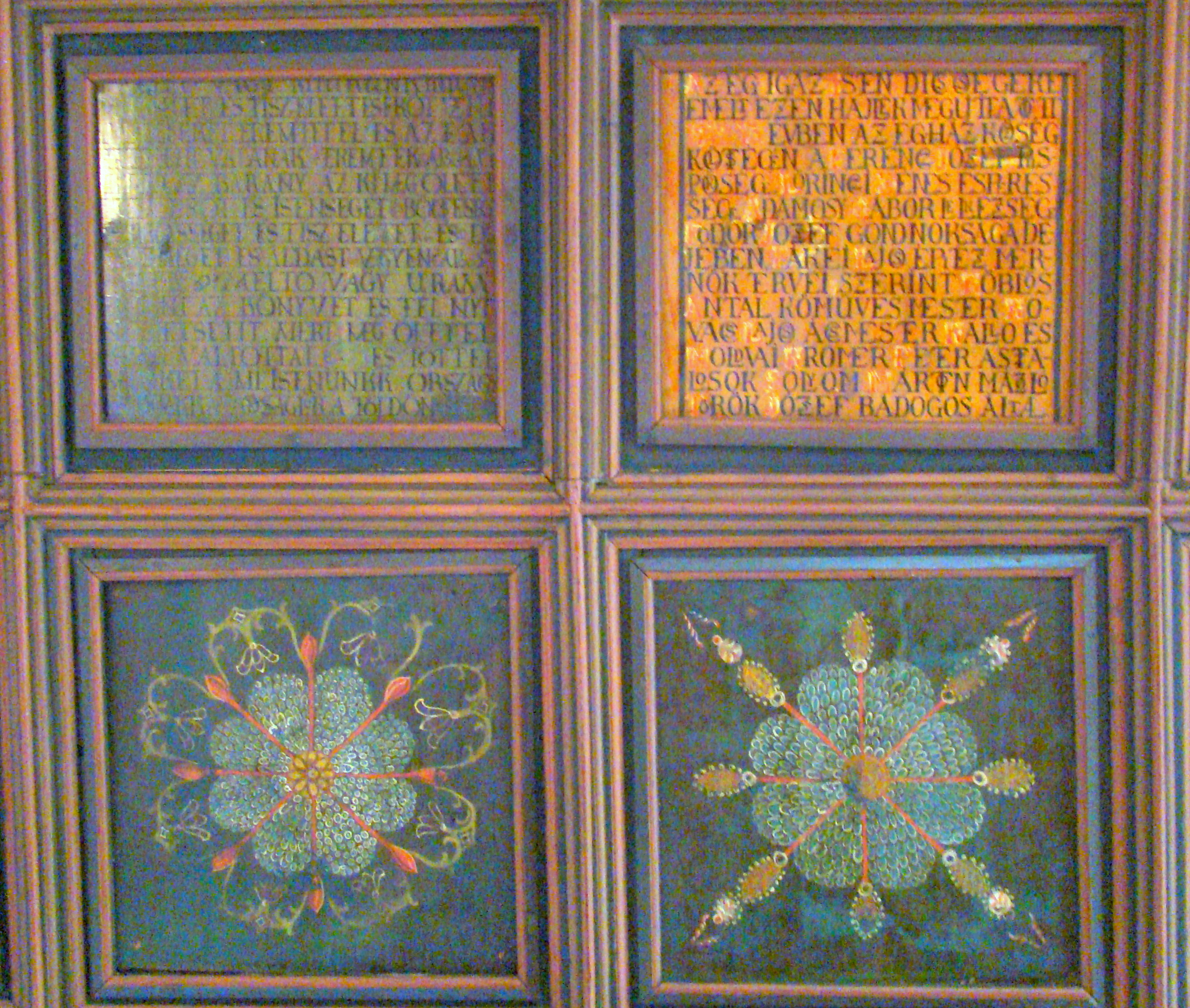
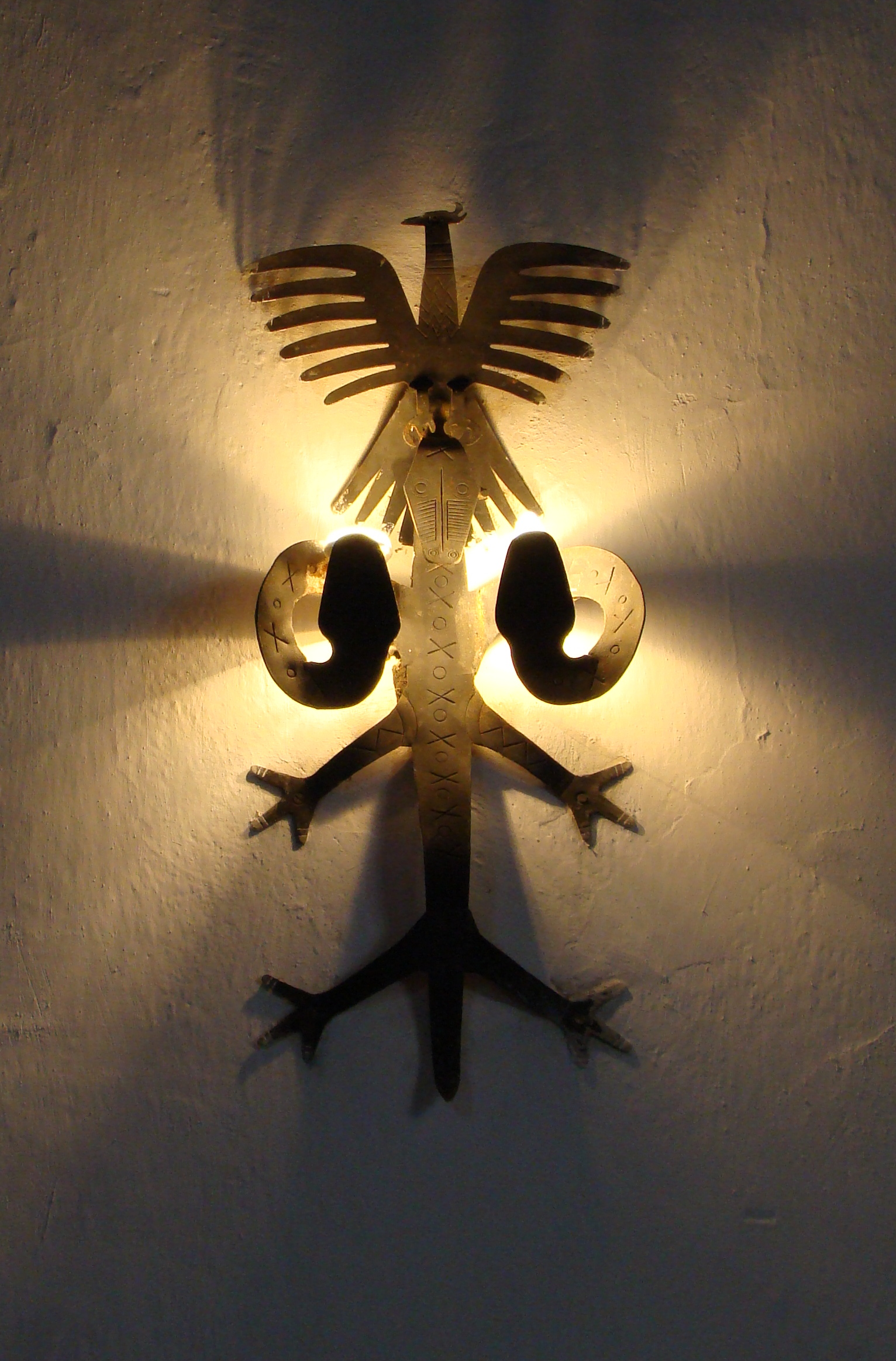
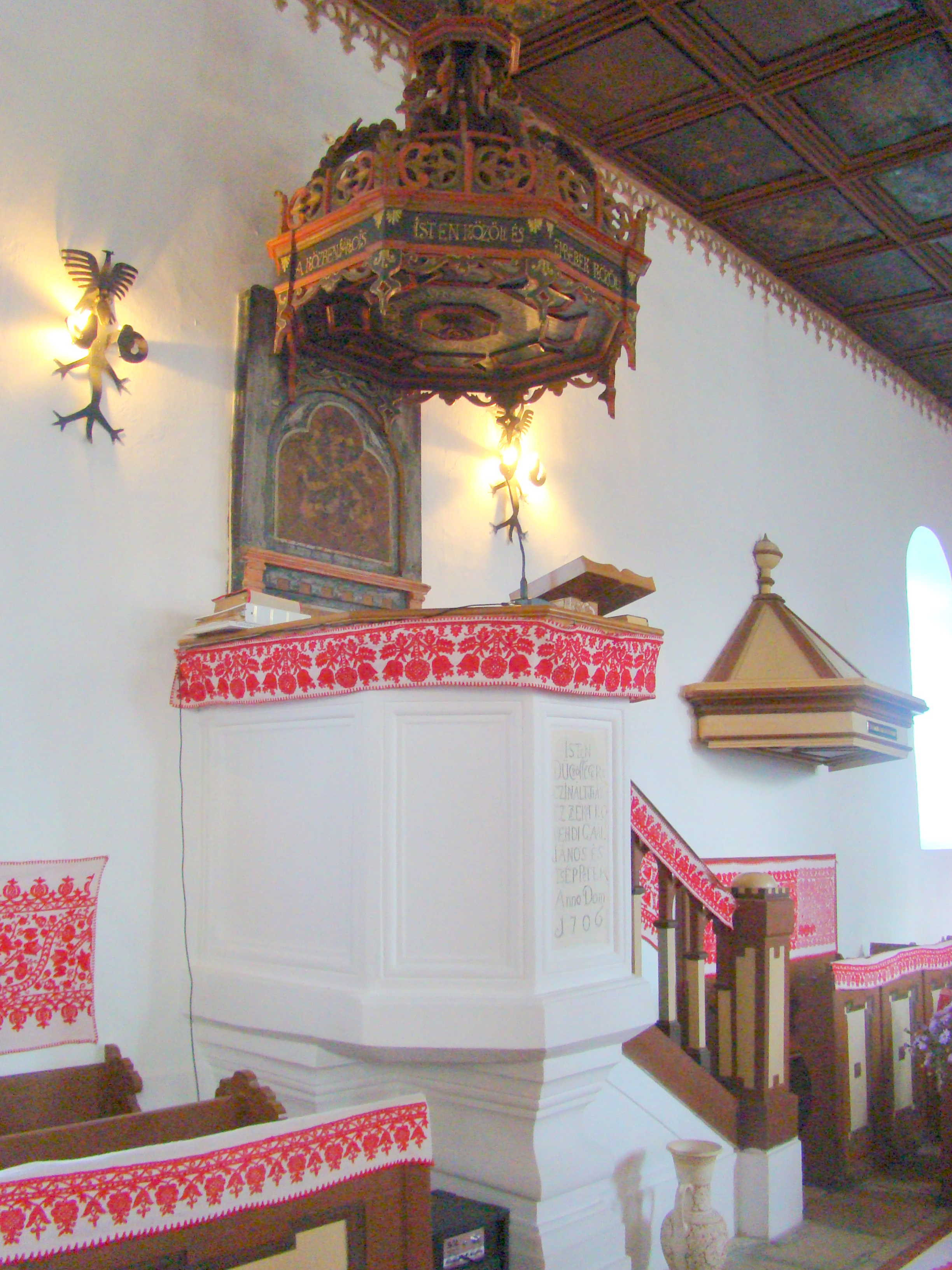
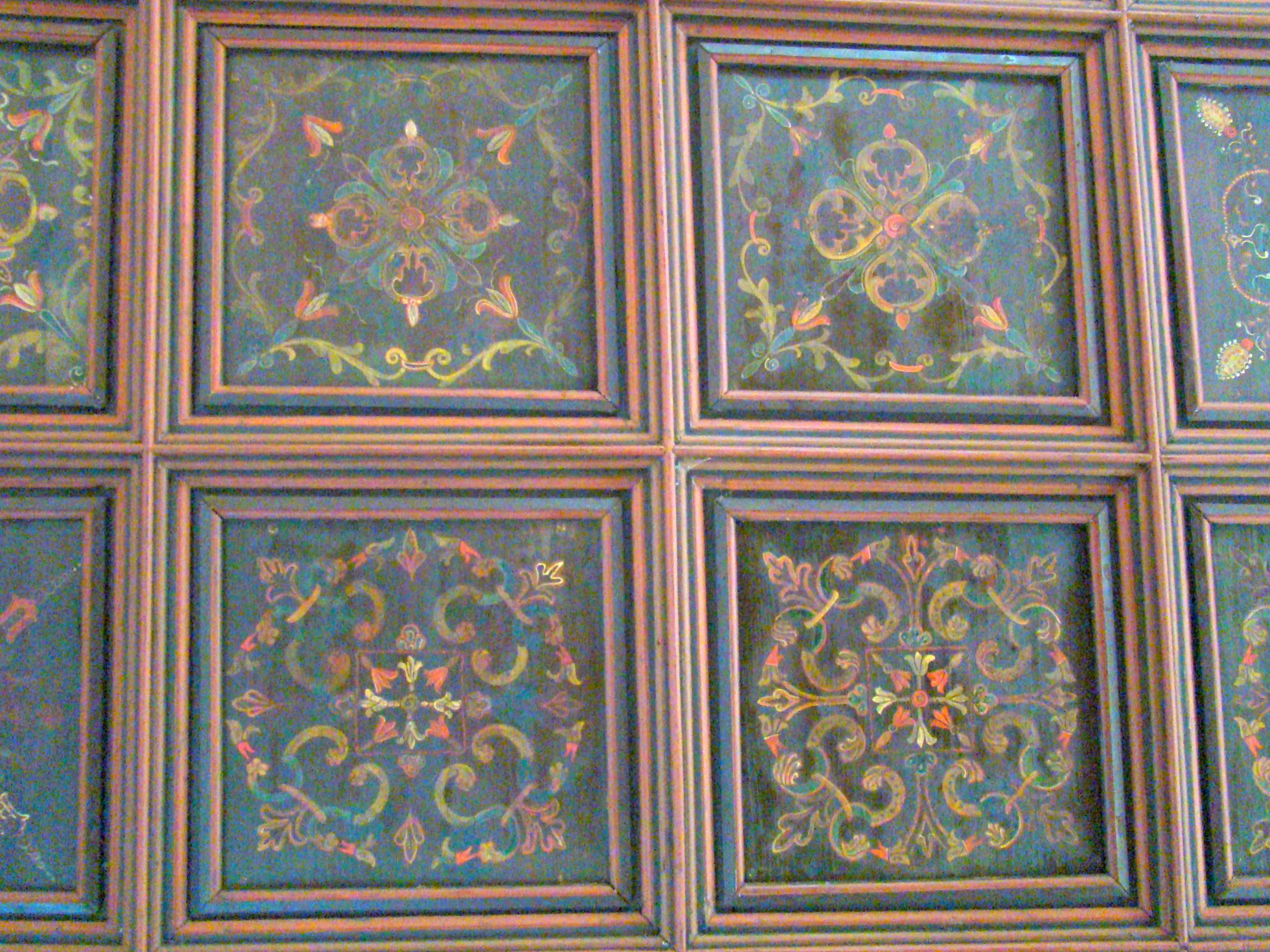
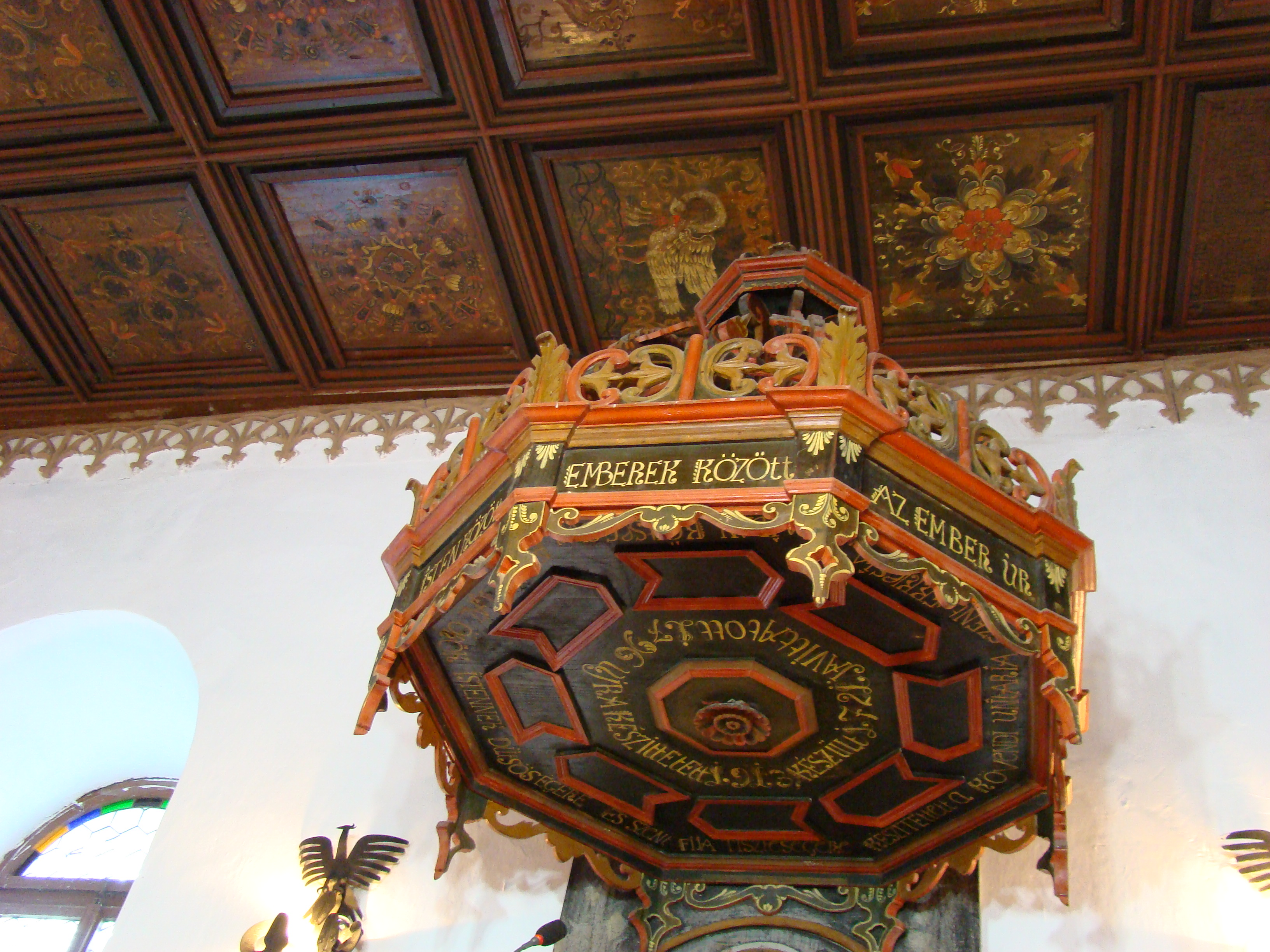
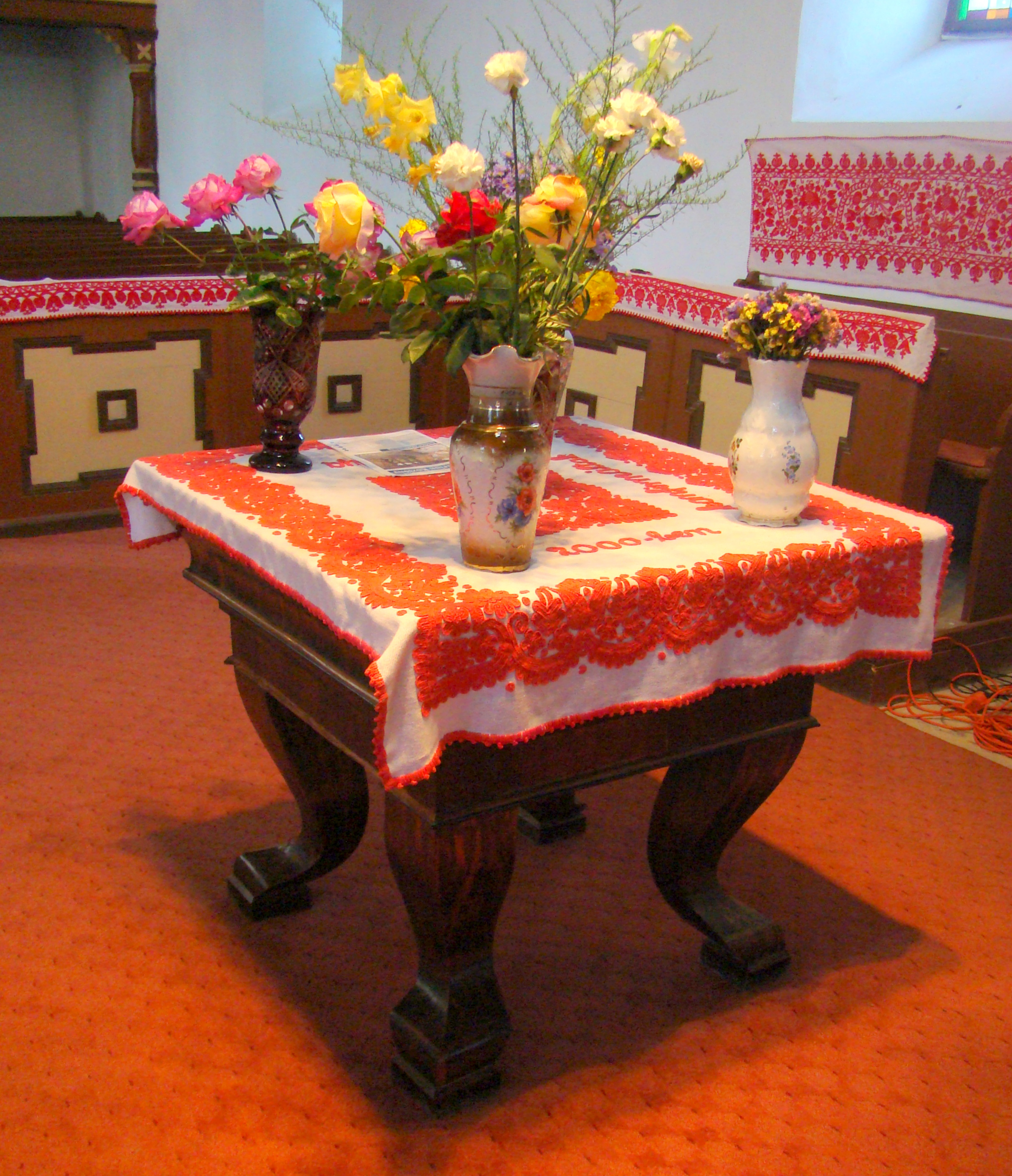
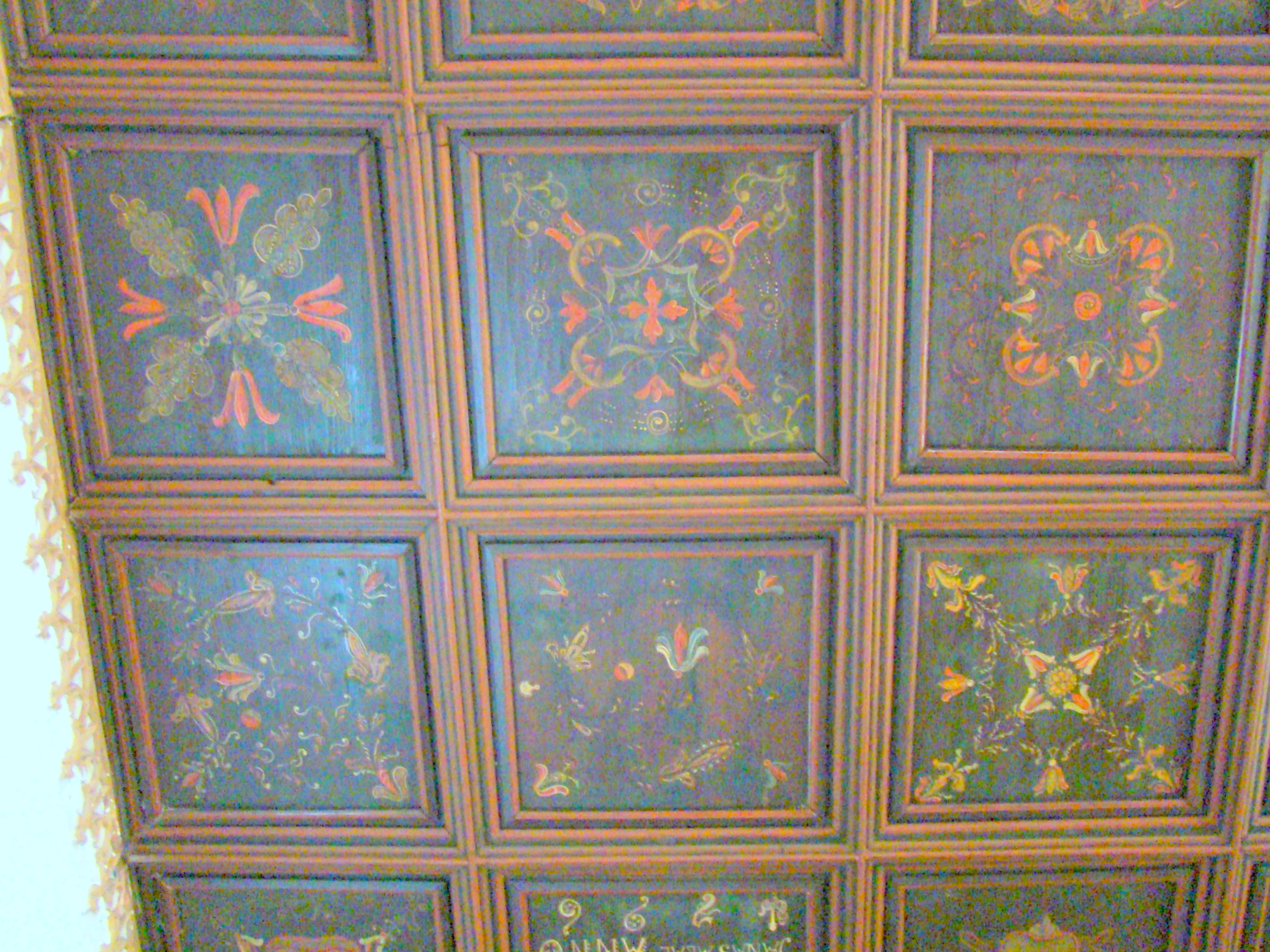
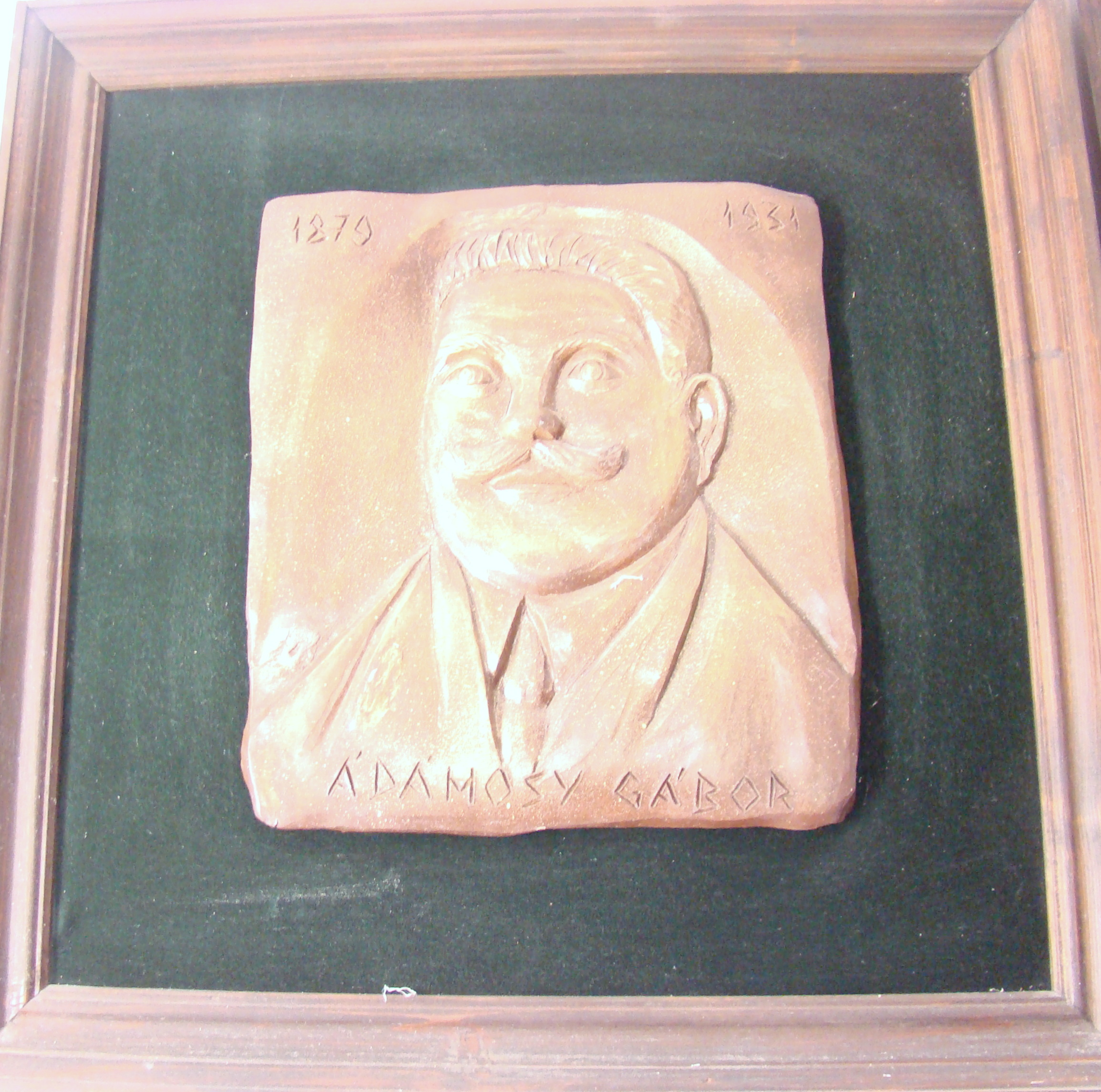
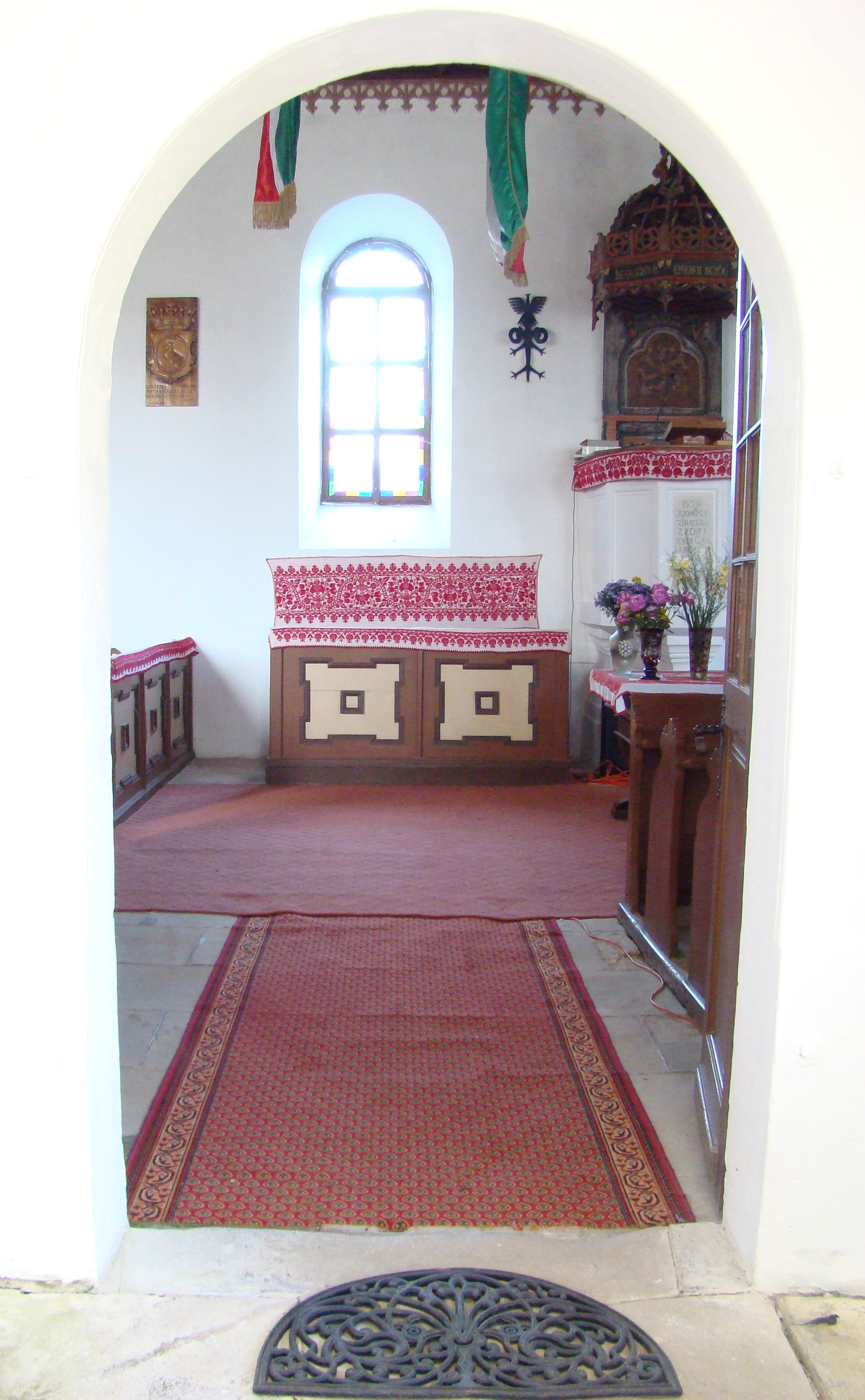

## Vezi și
- Plăiești, Cluj
- Comuna Moldovenești, Cluj